# Ignaz Goldziher

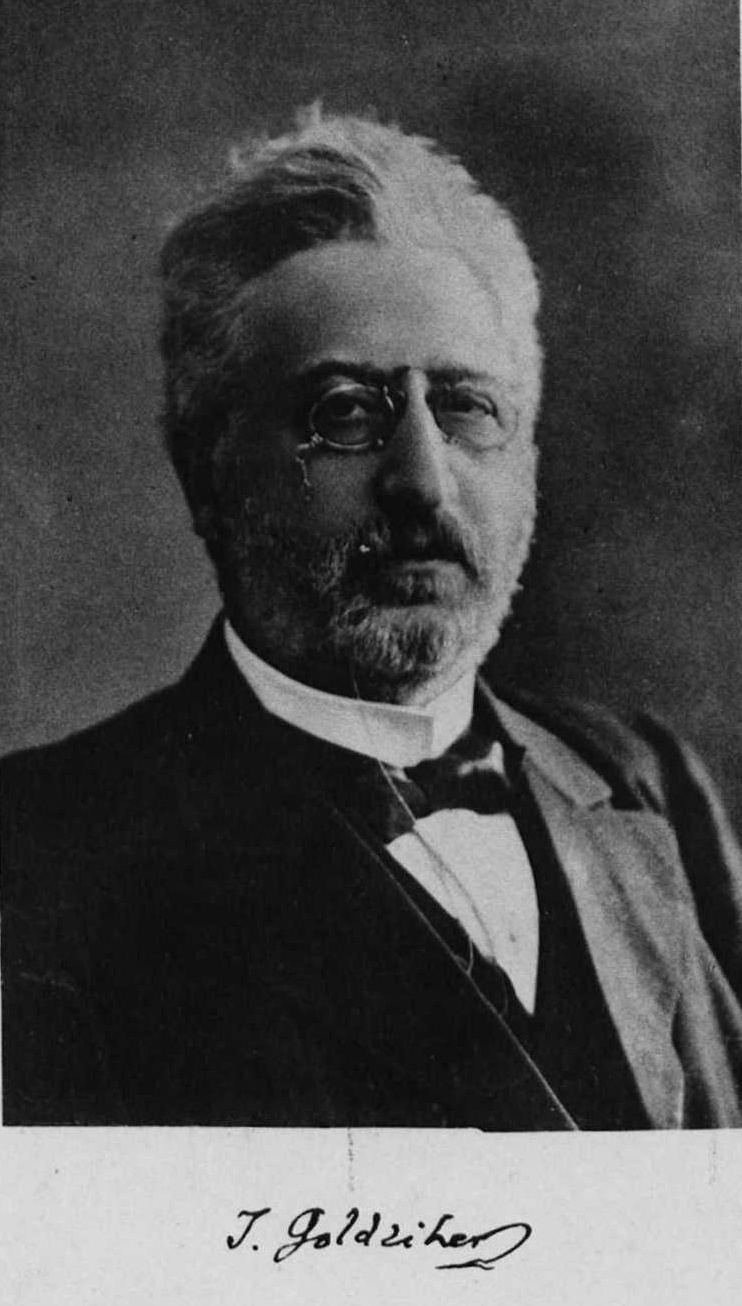
Ignaz Goldziher (1911/1912)

Ignaz Goldziher (geboren als Isaak (Yitzhaq) Yehuda Goldziher; * 22. Juni 1850 in Stuhlweißenburg, Kaisertum Österreich; † 13. November 1921 in Budapest) war ein ungarischer Orientalist. Er publizierte einige seiner Werke auf Ungarisch, den Hauptteil jedoch in deutscher Sprache, seiner Erstsprache, da seine Heimat bis zum Ersten Weltkrieg zu Österreich-Ungarn gehörte. Zusammen mit Theodor Nöldeke und Christiaan Snouck Hurgronje gilt er als Begründer der modernen Islamwissenschaft.

## Leben

### Frühe Jahre, Karrierebeginn
Goldzihers sefardische Vorfahren kamen im 17. Jahrhundert nach Hamburg, zogen später nach Berlin, Wien und schließlich nach Ungarn, wo die Familie sich zunächst in Kittsee, das damals zu den burgenländischen Siebengemeinden gehörte, und im Jahre 1842 in Stuhlweißenburg niederließ. Sein Vater Adolf Goldziher, ein Schüler des Rabbiners Moses Sofer, war ein wohlhabender Lederwarenhändler, der aber, als Ignaz Goldziher noch ein Kind war, verarmte. Aus wirtschaftlichen Gründen musste die ganze Familie 1865 nach Pest übersiedeln, wo Goldziher ab diesem Datum bis zu seinem Tode lebte. In Stuhlweißenburg besuchte er ein Gymnasium der Zisterzienser und nach seinem Umzug in Budapest ein protestantisches Gymnasium, das er 1868, zusammen mit Max Nordau, mit der Matura abschloss.
Sein erster Privatlehrer war der damals berühmte Vertreter der Hebraistik und Judaistik Moses Wolf Freudenberg, dessen Einfluss auf seinen Werdegang Goldziher in seinem Tagebuch lobend hervorhebt. Schon 1865 hatte er sich als Hörer an der Universität Budapest eingeschrieben, wo er beim international bekannten Orientalisten Hermann Vámbéry Persisch, Arabisch, Syrisch und Türkisch hörte und aufgrund seiner Begabung zweimal den Preis pro diligentia erhielt. Vámbéry hatte damals außer Goldziher nur einen weiteren Studenten. Gleichzeitig lernte Goldziher bei Rabbiner Samuel Löb Brill Talmud (auf Aramäisch) und unterrichtete den gleichaltrigen Wilhelm Bacher in Persisch. 1869 ging Goldziher zunächst an die Universität zu Berlin, wo er bei Emil Rödiger, Johann Gottfried Wetzstein und Friedrich Heinrich Dieterici arabische und semitische Philologie hörte und bei Abraham Geiger und Moritz Steinschneider die Wissenschaft des Judentums erlernte. Anschließend zog er nach Leipzig, um dort bei dem damals bekanntesten Arabisten Heinrich Leberecht Fleischer, einem Schüler Silvestre de Sacys, zu studieren, dessen wissenschaftliches Erbe er anzutreten berufen war. Dort promovierte er 1870 mit seiner Arbeit über den jüdisch-arabischen Bibelkommentator Tanchum Jeruschalmi (1220–1291). Während seines Studiums in Leipzig begann er das vierbändige Lexicon arabico-latinum (Halle 1830–1837) von Georg Wilhelm Freytag mit Marginalien zu versehen, bestimmte Phrasen und ganze Sätze zu den einzelnen Wörtern zu schreiben.
In den folgenden Jahren betrieb er arabische Handschriftenstudien an der Universität Leiden und der Universität Wien (1871). Im Februar 1872 kehrte Goldziher nach Ungarn zurück. Im selben Jahr wurde er zum Privatdozenten – ohne Gehalt – an der Universität Budapest ernannt. 1873 bis 1874 unternahm er eine Orientreise nach Istanbul, Beirut, Damaskus, Jerusalem und Kairo. Aus Kairo erhielt er 1875 einen Ruf als Direktor der Khedivial-Bibliothek. Doch sein Ziel war ein Lehrstuhl in Budapest.
Das Jahr 1876 stellt einen tiefen Bruch in der steilen Karriere des jungen Forschers dar. Im März dieses Jahres erschien in Leipzig bei Brockhaus Goldzihers Buch Der Mythos bei den Hebräern und seine Entwicklung. Untersuchungen zur Mythologie und Religionswissenschaft. Das Buch muss als eine Kampfschrift verstanden werden, denn es war gegen die These Ernest Renans – sein Leben Jesu stand damals in jedem bürgerlichen Haus – gerichtet, dass die Semiten keine Mythologie gekannt hätten. Im gleichen Jahr nahm Goldziher eine Sekretariatsstelle an der israelitischen Kultusgemeinde zu Pest an, nachdem seine Hoffnung, in Budapest nach seiner Habilitation in arabischer Philologie einen ordentlichen Lehrstuhl zu bekommen, nicht in Erfüllung gegangen war – man zog trotz vorheriger Versprechen einen Katholiken vor.
Am 29. Dezember 1877 lernte Goldziher Laura Mittler (1855–1925), die Tochter eines Hausarztes in Aradszentmárton (heute Sânmartin im rumänischen Kreis Arad), kennen; sie heirateten am 21. Mai 1878 in Arad. Aus dieser Ehe gingen zwei Söhne hervor: Miksa (geb. 1880; gest. 1900 durch Freitod) und Károly (1881–1955).
In der Zusammenfassung seiner frühen Jahre, bis zu seinem vierzigsten Geburtstag, an dem er sein Tagebuch begann, schreibt Goldziher mit Bezug auf seine Familie:

„Die Kämpfe meines Lebens werden sie (d. i. die Kinder) nur aus diesen Blättern erfahren. Sie mögen wissen, dass es mir nicht möglich gewesen wäre, diese Kämpfe siegreich zu bestehen, ohne die Tröstung und Stärkung, die mir ihre kluge, brave Mutter bereitete, deren Achtung mir die Verachtung der ganzen Welt aufwog, deren Liebe mir reichlich ersetzte, was ich von der mich unmittelbar umgebenden Judenwelt an Hass und Verkennung zu erleiden hatte (…) Wenn sie all dies lesen, dann mögen sie den Kranz der Anerkennung ihrer Mutter reichen und wenn sie den Andenken ihres Vaters treu anhängen, so mögen sie sich stets daran erinnern, daß mein Name niemals der Ehre würdig geworden wäre ohne die Hülfe ihrer Mutter, deren treuen, biederen Hülfe meines Lebens.“

Am Rande des 6. Orientalistenkongresses in Leiden im Jahre 1883, an dem Goldziher als Delegierter des ungarischen Kultusministers teilnahm, fanden in Begleitung seiner Frau auch private Besuche bei Kollegen aus der Studienzeit 1871–1872 statt: „Die Sehnsucht, die Stätte meines jugendlichen Fleisses in Gesellschaft meiner Frau wiederzusehen […] machten wir denn, meine Laura und ich, von Norderney aus […] die Reise nach Holland.“ Im selben Jahr kamen Goldziher und seine Frau mit al-Afghani (siehe unten) in Paris zusammen.

### Akademische Laufbahn und Berufsleben
Nach seinen Auslandsstudien strebte Goldziher die Privatdozentur an der Universität Budapest an, die er nach anfänglichen Schwierigkeiten 1871 erhielt. Im September 1871 wurde er zur Probevorlesung geladen, deren Thema die Entwicklung der historischen Literatur bei den Arabern war. Als Habilitationsschrift erschien die Vorlesung in der Protestantischen Rundschau noch im selben Jahr. Mit den Strömungen der Historiografie bei den Arabern beschäftigte sich Goldziher auch später und verarbeitete seine Habilitationsschrift in einer umfassenden Darstellung A történetírás az arab irodalomban (Die Geschichtsschreibung im arabischen Schrifttum), vorgelesen auf der Sitzung der Akademie am 4. November 1895.
Im liberalen Kultusminister Baron József Eötvös hatte Goldziher zunächst einen wichtigen Fürsprecher. Der Minister hatte geplant, Goldziher nach seiner Habilitation mit anschließender Forschungsreise einen Lehrstuhl für Semitistik an der Budapester Universität anzubieten. Doch Eötvös starb im Februar 1871, und Goldziher verlor damit einen wichtigen Fürsprecher in der Regierung und der Ungarischen Akademie. Er konnte zwar noch die geplante Orientreise unternehmen, doch nach seiner Rückkehr 1874 ging der ihm vor der Abreise versprochene Lehrstuhl an einen katholischen Theologen. Um sich und seine Familie finanziell über Wasser halten zu können, nahm Goldziher 1876 in der israelitischen Kultusgemeinde von Pest die Stelle des Gemeindesekretärs an, die er dreißig Jahre lang ausübte. Seine Enttäuschung brachte er in seinem Tagebuch mit folgenden Worten zum Ausdruck:

„Consummatum est! so konnte ich am 1. Januar 1876 rufen. Der Minister hat mich in frivoler Weise betrogen. Sein Versprechen erwies sich als eine vorbedachte Lüge. Spott und Sarkasmus wurde mir von ihm entgegengebracht, wenn ich ihn an die Erfüllung der Worte mahne: ‚Betrachten Sie diese Sache als erledigt; in kürzester Zeit erhalten Sie Ihr Ernennungsdecret.‘ Derselbe Ton trat mir auch aus dem Bureaux entgegen, wo vor einigen Jahren die Beamten Eötvös’ mit aller liebreichen Zuvorkommenheit die Sympathie ihres Gebieters widerspiegeln liessen. Im Spätsommer 1875 machte ich mit meinem Cousin Wilhelm einen Ausflug nach Tirol und Kärnten. Das letztemal im Leben sollte ich als freier Mann die Berge sehen. Es war entschieden, dass ich Sclave werde. Die Juden wollten sich meiner erbarmen. Dies ist das Unglück meines Lebens.“

Goldzihers Tagebuch zeigt, wie verbittert er war – und wie diese Verbitterung umschlug in Hass auf die Budapester Juden, speziell auf seinen Kollegen David Kaufmann, für den er aber trotzdem die Totenrede am 11. Juli 1899 in Budapest hielt.
Im Jahre 1876 wurde er korrespondierendes Mitglied der Ungarischen Akademie der Wissenschaften. In seiner Antrittsvorlesung „Die Stellung der spanischen Araber in der Entwicklung der islamischen Geschichte im Vergleich mit den östlichen Arabern“ verglich er den Islam in Spanien mit dem islamischen Osten, ein in der damaligen Orientalistik nur wenig behandeltes Thema. Im selben Gremium hielt er am 29. Oktober 1888 die Ansprache anlässlich der Gedenkstunde zum Tod seines Mentors und Lehrers H. L. Fleischer († 10. Februar 1888), mit einer wissenschaftlichen Würdigung seiner Stellung in der europäischen Orientalistik. Die 44 Seiten umfassende, ungarisch geschriebene Gedenkrede, die Goldziher mit dem Titel Fleischer Leberecht Henrik emlékezete (In Erinnerung an H. L. F.) versah, ist zugleich eine umfassende Darstellung der Geschichte der Islamwissenschaften, beginnend mit dem Wirken des französischen Orientalisten Silvestre de Sacy († 21. Februar 1838), dessen Schüler Fleischer gewesen ist.
Am 2. September 1889 erhielt Goldziher in Stockholm aus der Hand von König Oskar II. (Schweden) die Goldene Medaille als höchste Auszeichnung des Internationalen Orientalistenkongresses.

„1889 hat mich entschädigt für 15 Jahre der Schande und Erniedrigung und sollte dazu berufen sein, meinem Geist neuen Aufschwung zu verleihen.“

Über diese Auszeichnung berichtete Goldziher in einem Brief an seine Familie mit den Worten:

„Vor Schluß der Sitzung rief mich der König zum Präsidentenstuhl, und sagte zu mir: ‚Dr. Goldziher, die Worte, die ich an Sie bei der Überreichung der Medaille gerichtet habe, will ich Ihnen mit meiner eigenen Handschrift übergeben.‘ Darauf überreichte er mir ein Papier, auf welchem mit eigener Hand folgende Worte geschrieben sind: ‚Des Goldzihers Wissen und Wirken ist von Höherem Karat, als das dieser Medaille. Doch bin ich froh, Ihnen heute diese zu überreichen als Preis Ihrer geistvollen Bestrebungen für die Wissenschaft.‘ […] Ihr sehet, der Gott meiner Väter hält sein Auge nicht verschlossen.“

In diese Zeit fällt auch die Veröffentlichung seiner hoch angesehenen Muhammedanischen Studien und, ab Juni 1890, der Beginn seiner unregelmäßigen Aufzeichnungen in sein Tagebuch.
Am 6. Mai 1892 wurde Goldziher zum ordentlichen Mitglied der Akademie gewählt und vermerkte tags darauf Folgendes:

„Die ungarische Akademie hat mich gestern unter sehr schmeichelhaften Kundgebungen zum ordentlichen Mitglied gewählt. Damit hat das Judenthum die Reihe der ihres Antisemitismus wegen arg verschrieenen Akademie durchbrochen. Dies Moment allein ist es, welches meine guten Glaubensgenossen an der ganzen Sache interessiert. Darum stören sie mich mit persönlicher, brieflicher und telegraphischer Beglückwünschung …“

In seiner Antrittsvorlesung am 24. Oktober 1892 stellte er die Tradition der Poesie der heidnischen Araber (A pogány arabok költészetének hagyománya) mit konsequenter Berücksichtigung der Gottesvorstellungen der Araber am Vorabend des Islam dar, ein Thema, das in seinen anderen Schriften immer wieder neu aufgegriffen wurde. Die Studie steht in der Tradition von Theodor Nöldekes Beiträge zur Kenntnis der Poesie der alten Araber (Hannover 1864), in ihrer inhaltlichen Erweiterung anhand bis dahin unbenutzter Quellen, ferner in Julius Wellhausens Skizzen und Vorarbeiten, Heft 3: Reste arabischen Heidenthums (Berlin 1887) und in dessen Besprechung durch Nöldeke. Mit dem Hinweis auf seine Publikation Der Diwān des Ǧarwal b. Aus al-Ḥuṭejʿa (siehe Veröffentlichungen) bestätigte er die bereits von Nöldeke geäußerte Ansicht, dass die in der alten Poesie erwähnten vorislamischen Götternamen im islamischen Schrifttum getilgt worden seien. Auf diese Tendenzen beim Umgang der muslimischen Gelehrtenwelt mit der altarabischen Poesie machte Goldziher bereits in seinen Muhammedanische Studien aufmerksam.
Im August 1900 hielt sich Goldziher in Begleitung seiner Frau in Paris auf, wo er vom Congrès d’Histoire des Religions zu dessen Vizepräsidenten gewählt wurde. „Vor einem grossen, gelehrtem Publikum im Amphitheater der Sorbonne“ hielt er aus diesem Anlass seinen Vortrag Islamisme et Parsisme.
Goldziher stand seit seiner Jugend den islamischen Erneuerungsbewegungen nahe und sympathisierte mit den Unabhängigkeitsgedanken muslimischer Denker seiner Zeit. In seinen Aufzeichnungen über seine Orientreise (1873 bis 1874) stehen mehrfach kritische Bemerkungen über das europäische Eindringen in den Orient. Während seines Aufenthalts in Kairo wurde er als erster Europäer zum Studium an der al-Azhar-Universität zugelassen. Am Rande seiner Studien befreundete er sich unter anderem mit Dschamal ad-Din al-Afghani, der zu jener Zeit seine politischen Aktivitäten in Ägypten entfaltete.

„Zu den originellsten Figuren unter meinen Freunden gehörte ein Mann, der seither viel von sich reden machte, als antienglischer Agitator, Verbannter, Journalist und Polemiker gegen Renan. Es war der Afghane Abd al-Dschakāl. Die Begegnung mit ihm traf sich eines Abends in einem Kaffeehause der Abdīnstrasse, wo unser Afghane allabendlich einer Gesellschaft von jungen Azharschülern präsidierte und ihnen alles mögliche freisinnige Zeug vormachte. An einem Tische des Kaffeehauses ein Nargileh schlürfend, wurde ich zur Gesellschaft geladen und befand mich da so wohl, dass ich nun allabendlich für eine Stunde unter diese Ketzer gieng.“

Eine weitere Begegnung fand im Jahre 1883 in Paris statt: „Unter den merkwürdigsten Verhältnissen konnte ich dem Freund im Jahre 1883 wieder in Paris begegnen, wo er mit meiner Frau philosophische Gespräche führte und sich von ihr über europäische Kultur belehren liess.“
Berühmte Universitäten im Abend- und Morgenland haben Goldziher Professuren und Lehrstühle angeboten: Wien, Prag, Halle, Cambridge (hier als Nachfolger von William Robertson Smith), Königsberg, Heidelberg, Straßburg (hier als Nachfolger von Theodor Nöldeke), Leipzig, Breslau und Kairo. Goldziher lehnte allerdings jeden Ruf ab; denn Wissenschaft – so Goldziher mehrfach gegenüber seinen Schülern – habe keine Heimat, wohl aber der Wissenschaftler. Sein selbstverschuldetes Martyrium vertraut Goldziher nur seinem Tagebuch an.
Wie die meisten Juden in Ungarn, die kurz nach dem Ausgleich von 1867 durch das Gesetz über Judenemanzipation die vollen Bürgerrechte erhalten hatten, identifizierte sich auch Goldziher mit dem ungarischen Nationalismus und distanzierte sich deshalb vom Zionismus. Er sah das Judentum als religiösen, nicht als ethnografischen Begriff und bezeichnete dementsprechend seine Nationalität als transdanubisch und seine Religion als jüdisch. Als er 1920 von seinem Budapester Schulkollegen Max Nordau gebeten wurde, sich der geplanten Universität in Jerusalem, der späteren Hebräischen Universität anzuschließen, schlug er das Angebot aus „patriotischen“ Gründen aus. Dennoch besaß Goldziher durchaus Einfluss auf die Gestaltung der neuen Universität und stand dieser nicht ausschließlich ablehnend gegenüber. So legte er 1919 in einer Antwort auf die Anfrage Shemaryahu Levins, des Leiters des „Department of Education and Culture“ in den „Central Zionist Offices“ in London seine Vorstellung dessen dar, was eine Hebräische Universität hebräisch mache und welche Forschungsschwerpunkte zu setzen seien.

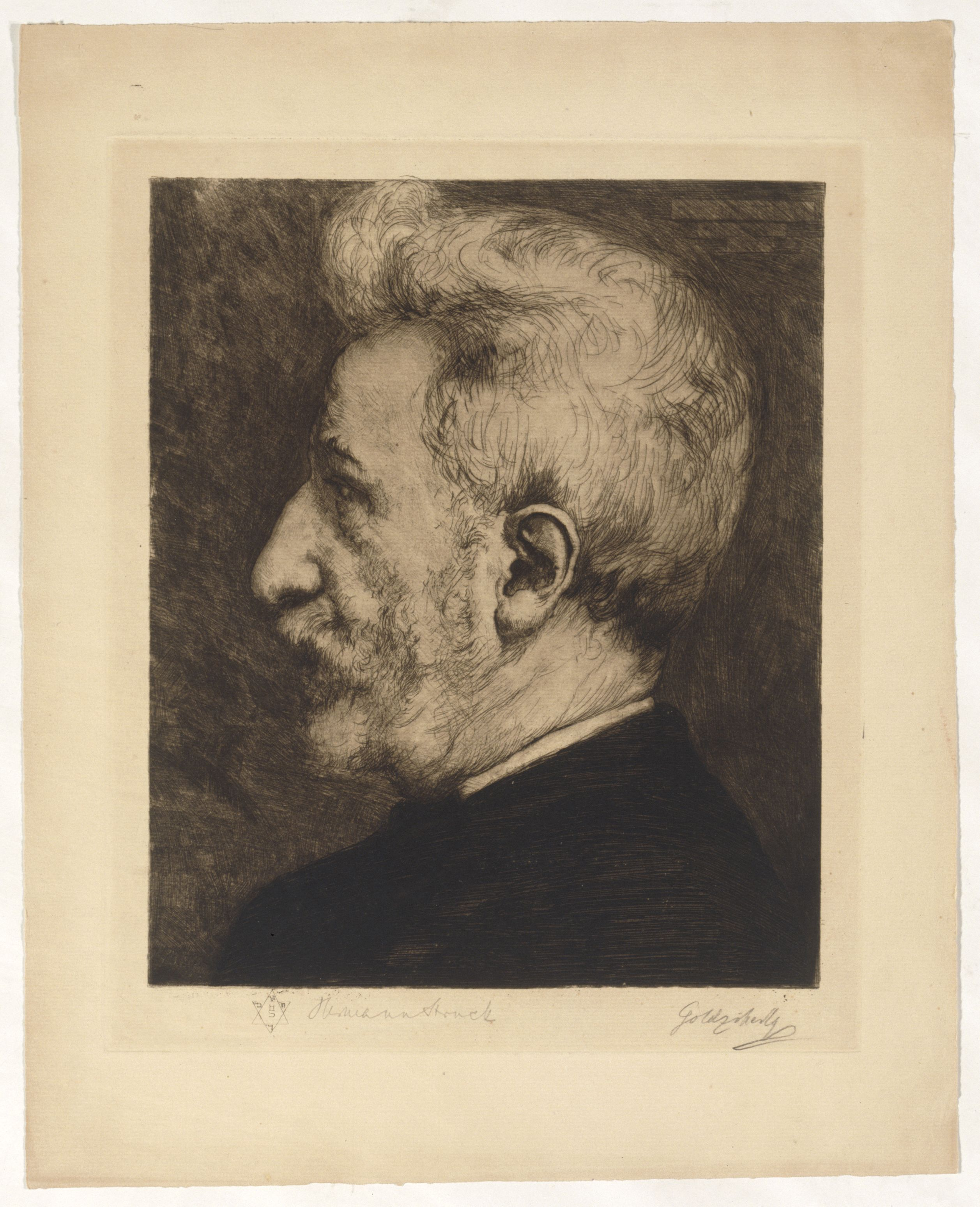
Ignaz Goldziher ca. 1903, Radierung, Weichgrundätzung von Hermann Struck

Sein Versuch, an dem im Jahre 1877 gegründeten Rabbinerseminar (Budapest) eine Professur zu erhalten, scheiterte. Im Herbst 1902 hat sich für ihn – wie er dies in seinem Tagebuch vermerkt – „ein Pförtchen aufgetan“; sowohl der Präsident als auch der Generalsekretär der Ungarischen Akademie haben ihm das Amt des Oberbibliothekars der Akademie angeboten. Seine Wahl galt als sicher, aber die ersten Gratulationen erwiesen sich als verfrüht. Goldzihers Kandidatur wurde im Mai 1903 unerwartet fallen gelassen. Der Grund dafür ging aus Äußerungen des Präsidenten der Akademie gegenüber F. Riedl (1856–1921), dem Literaturhistoriker an der Universität Budapest, hervor: „Die Juden wollen es nicht“.
Erst im Jahre 1905 wurde er als erster Jude zum ordentlichen Professor auf Lebenszeit an der Universität Budapest ernannt. Zwischen 1917 und 1918 war er Dekan der Philosophischen Fakultät, anschließend Prodekan und Senatsmitglied. Ab Oktober 1918 hielt er religionswissenschaftliche Vorlesungen am Rabbinerseminar. Sein Verhältnis zum Rabbinerseminar in Budapest blieb stets gespannt, seine Position zu dessen Vertretern ablehnend; am 10. Mai 1917 trug er folgende Bemerkungen in sein Tagebuch ein:

„Morgens musste ich eine Konferenz mit den ‚Theologen‘ des Rabb.Seminars mitmachen, um über die bestehenden Verhältnisse (8. Febr.) zu beraten. Da entwickelte der hohlköpfige Rabbi Hevesi die Theorie: dass Wissenschaft für einen Rabbiner überflüssig, ja gefährlich sei. So etwas. Er müsse nur ungarisch predigen können. Je flacher, desto heilsamer für ihn und die Welt.“

Im Rahmen der umfangreichen Veranstaltungsprogramme der Louisiana Purchase Exposition hielt sich Goldziher im Jahre 1904 in Begleitung von 40 europäischen Wissenschaftlern auf Einladung der Saint Louis University auf; eine weitere Einladung vom American Committee for Lectures of the History of Religions im Jahre 1908 lehnte er aus gesundheitlichen Gründen ab. Die für diese Einladung vorbereiteten Vorträge sind 1910 als Vorlesungen über den Islam (Heidelberg 1910) erschienen.
Die Zeitschrift für Assyriologie und verwandte Gebiete, eine Fachpublikation der Deutschen Morgenländischen Gesellschaft, ehrte Goldziher zum Abschluss des vierzigsten Jahres seiner akademischen Tätigkeit mit einer Festschrift. In seiner Vorrede dazu schrieb Theodor Nöldeke im Dezember 1911:

„Bei allen Ihren Arbeiten haben Sie als echter Philolog auch das Kleinste sorgfältig und methodisch beachtet, aber doch immer den Blick auf die großen Zusammenhänge gerichtet und mit bestem Erfolg die Entwicklung geistiger Bewegungen historisch festgestellt. […] Ich hebe hervor, daß erst Sie das Wesen der muslimischen normativen Tradition ins wahre Licht gestellt haben. Mir liegt dies zu betonen eben besonders nahe, weil ich, wie Sie wissen, Ihnen da anfangs zur zögernd folgte, schließlich aber von der Richtigkeit Ihrer Auffassung völlig überzeugt worden bin. Vielfach haben Sie uns neue Beiträge dazu geliefert, zu erkennen, welchen Einfluß die drei großen aus Vorderasien stammenden Religionen auf einander geübt haben. Als umfassender Kenner der arabischen Theologie und Philosophie haben sie keinen Rivalen.“

Bei diesem feierlichen Anlass, am 20. Dezember 1911, suchten Fachkollegen des In- und Auslandes Goldziher auf; sein Freund, der niederländische Orientalist Christiaan Snouck Hurgronje, und der Herausgeber der Jubiläumsausgabe Carl Bezold überreichten ihm die Goldziher-Festschrift persönlich.
Ignaz Goldziher starb am 13. November 1921 in Budapest. Etwa einen Monat nach Goldzihers Tod wurde sein Leichnam in der Säulenhalle der Ungarischen Akademie der Wissenschaften am 15. Dezember 1921 aufgebahrt. Auf seinem Grabstein steht der von ihm gewählte Spruch aus Psalm 23: „Und ob ich schon wanderte im finsteren Tal, fürchte ich kein Unglück; denn Du bist bei mir […]“

## Publikationen zum Judentum

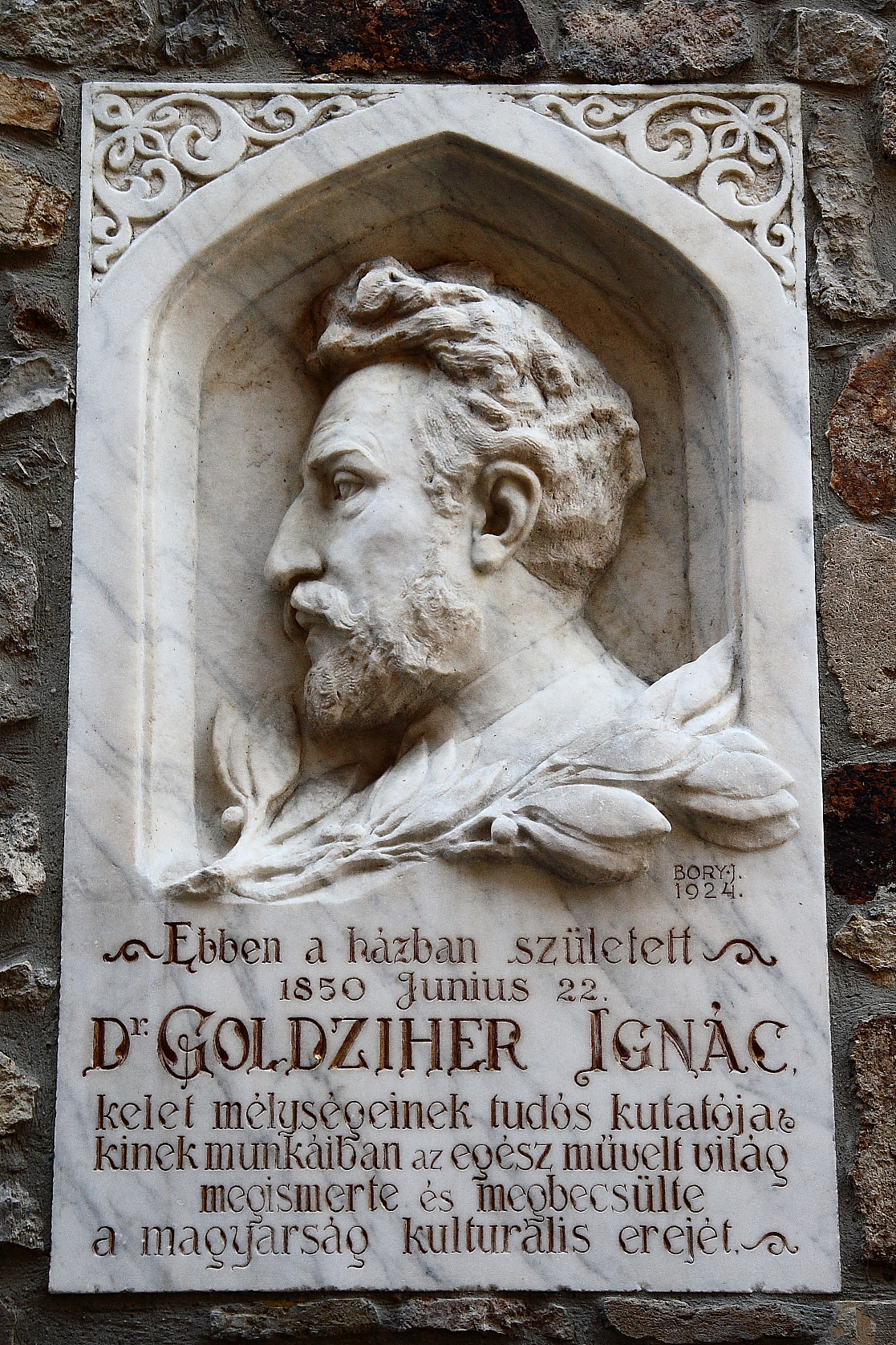
Erinnerungstafel an Goldzihers Geburtshaus in Stuhlweißenburg

Goldzihers Leben war ein Leben zwischen Tora und Koran.
Er veröffentlichte bereits mit 12 Jahren unter dem Titel Sichat Jizchak (‚Gespräch des Isaak‘) eine Schrift über das jüdische Gebet und seine Bestandteile. Das Vorwort ist auf den 16. Mai 1862 datiert. Goldziher nennt diese Schrift in seinem Tagebuch „Sichath Jizchak, Abhandlungen über die Gebete“ und fügt hinzu:

„Dies Opus ist der erste Grundstein zu meinem bösen Ruf als ‚Freigeist‘. Die Weissenburger Juden waren entrüstet und nannten mich einen ‚Spinozisten‘; mein F. empfing das Opus mit lebhafter Neugierde und sagte mir am folgenden Tag: ‚In zehn Jahren wirst Du beim Anblick dieser Frucht deines Ehrgeizes erröthen, aber vergiss nicht im Jahre 1887 dein fünfundzwanzigjähriges Schriftstellerjubileum zu feiern; bis dahin wirst Du noch mit Gottes Willen grosses in Israel leisten.‘“

Anfangs schrieb er über Probleme der Wissenschaft des Judentums, später besonders über die Beziehungen des Islam zum Judentum, die islamische Polemik gegen den Talmud, gegen den Pentateuch, sowie über jüdische Sitten und Gebräuche in islamischen Schriften. Goldzihers eingangs genannte Dissertation war dem arabisch-jüdischen Lexikografen Tanchum Jeruschalmi (1220–1291) gewidmet. In seiner Monografie Der Mythos bei den Hebräern und seine geschichtliche Entwicklung (Leipzig 1876) widerlegt er die vom französischen Orientalisten Ernest Renan (1823–1892) geprägte Auffassung über die „schreckliche Schlichtheit des semitischen Geistes“ und betont, dass Mythologie als Einleitung der Religion bei allen Völkern vorzufinden sei. Weder die arabisch-islamische Geschichte noch die arabische Nationalgrammatik, Jurisprudenz und Dogma seien – so Goldziher – Produkte des von Renan geprägten „le génie arabe“, sondern das Ergebnis eines von verschiedenen Tendenzen beeinflussten Entwicklungsprozesses. Goldzihers Versuch, Renans These vom Fehlen der Mythen bei den Hebräern zu widerlegen, stieß vor allem bei ungarisch-jüdischen Gelehrten auf heftige Kritik und scheiterte kläglich. Allerdings machte das Buch einen großen Eindruck auf Micha Josef Berdyczewski, der dem Verfasser 1913 den ersten Band seiner Sagen der Juden schickte, versehen mit einem Dankschreiben für sein Mythenwerk. Diese Grundgedanken führte er auch in seinem monumentalen Vortrag über die Geschichte der Sprachwissenschaften bei den Arabern auf der Ungarischen Akademie der Wissenschaften am 16. April 1877 aus. Er besprach auch das arabische Original von Maimonides Sefer ha-Mizwot (Wiener Zeitschrift für die Kunde des Morgenlandes III, S. 77ff.) und schrieb Bemerkungen zur neuhebräischen Poesie (Jewish Quarterly Review XIV).
In seiner Vortragsreihe über „Wesen und Entwicklung des Judentums“ (1887–1888) stand er in der Tradition von Abraham Geiger, mit dem er im Jahre 1868 in Berlin studierte. Er vertritt in diesen Vorträgen, die nur auf Ungarisch erschienen sind, die Ansicht, dass Judentum universal und mit wissenschaftlichem Denken vollkommen vereinbar sei. Da um jene Zeit die Lehre über eine jüdische Aufklärung allerdings nicht mehr aktuell war, blieb das negative Echo nicht aus; man sah in ihm „eine Gefahr des Judenthums“, seine Ausführungen betrachtete man als „Ketzerei“. „Sie läugneten meine Competenz und trugen sehr viel dazu bei, meine Degradation zum Schreiber und „Schammes“ als das Natürlichste erscheinen zu lassen, was es überhaupt geben könne.“ Zwischen 1881 und 1893 publizierte er einige Arbeiten über vergleichende Religionswissenschaften und über das Judentum überwiegend in ungarischer Sprache.
In einem kurzen Artikel Abulvalid würdigt Goldziher die von Wilhelm Bacher in den Jahren 1884–1885 publizierten sechs bedeutenden Arbeiten über den jüdischen Sprachwissenschaftler Abū l-Walīd Marwān ibn Ǧanāḥ (* 990; † um 1040) aus Saragossa und weist darin nachdrücklich auf die Einflüsse der arabischen Wissenschaften auf die Gestaltung und Entwicklung der jüdischen Gelehrsamkeit in jener Epoche hin.
Die antisemitischen Angriffe auf das Judentum seines Berliner Kollegen Martin Hartmann, in denen von jüdischem „Rassenhochmuth“ und „Religionshochmuth“ die Rede ist, weist Goldziher im August 1896 entschieden zurück und verteidigt gegenüber Hartmann auch den Islam. Er hält Hartmann vor: „Machen Sie doch unseren Islam nicht gar zu schlecht“ und warnt ihn eindringlich, sich in die Arier nicht zu verlieben: „Jede Rasse hat ihr Theil Unmenschlichkeit. Die Rasse macht es nicht.“
In der Festschrift Studies in Jewish Literature issued in Honor of Professor Kaufmann Kohler (1913) behandelt Goldziher das Motiv der Zurechtweisung oder Aufmunterung der Seele in der neuhebräischen Poesie und ihre „literarische Anknüpfung“ an die moralisierende Dichtung der Araber des 8. Jahrhunderts.
Goldzihers wissenschaftliche Arbeiten sind oft von seinem Interesse für die islamischen Einflüsse auf theologische Schriften des Judentums geprägt. Dafür spricht seine äußerst detaillierte Besprechung des von Avraham Shalom Yahuda (1877–1951) herausgegebenen Textes von Bachja ibn Jōsēf ibn Paqūda aus Andalusien (11. Jahrhundert), in der die Wechselwirkung zwischen beiden Geistesströmungen des Mittelalters in ihrem historischen und literarischen Zusammenhang mit Hinweis auf Bibeltextvarianten nach bis dahin unbenutzten Handschriften dargestellt wird.
Im Jahre 1914 ersuchte der Madrider Orientalist Miguel Asín Palacios Goldziher, eine geeignete Lehrkraft für die Rabbinische Literatur mit einer Vorlesungsreihe über die jüdische Literatur an der Universität Madrid zu empfehlen. Goldziher schlug für diesen Posten den oben genannten jungen sephardischen Gelehrten A. S. Yahuda vor; dazu sein Eintrag in seinem Tagebuch:

„Das Verbrechen von 1492 soll also 1914 auf dem Wege der Wissenschaft gesühnt werden.“

Gemeint war damit das Alhambra-Edikt, erlassen im Jahre 1492 durch die katholische Königin Isabella von Kastilien und ihren Gatten, den König Ferdinand II. von Aragon.
Goldziher war Redaktionsrat und Autor der Jewish Encyclopedia ferner Mitarbeiter an ungarischen und ausländischen jüdischen Zeitschriften. Unter dem Pseudonym Keleti I. und mit gewissem Widerwillen schrieb er – so Goldziher – „für ein jüdisches Blatt A jövő“ (Die Zukunft) einen Nekrolog über den verstorbenen Talmudgelehrten Samuel Löb Brill (1814–1897), dessen Schüler er, mit dem oben genannten Wilhelm Bacher, gewesen ist:

„Ich musste mich überwinden, für ein jüdisches Blatt ‚A jövő‘ einen Nekrolog über den sel. Brill zu versprechen. Da ich meinen Namen nicht in dieser Literatur prostituiren will, andererseits der mir entgegengestellten moralischen Pression nicht dauernd widerstehen konnte, habe ich zugesagt, unter dem Pseudonym Keleti I. einige Spalten zu füllen. Der Vorwurf ist weihevoll, das Milieu ekelt mich. Ich habe seit Jahren diese Blätter nicht berührt, und nun schreibe ich wieder in eines derselben.“

Wilhelm Bacher, dem Goldziher seit 1865 in der gemeinsamen Studienzeit nahestand, gründete „eine ungarisch-jüdische Wochenzeitschrift“, deren Mitarbeiter sich Goldziher „besseren Entschlüssen zuwiderhandelnd einfangen liess.“ „Die Szemle“ – so Goldziher – „wuchs recht rasch in das Princip der Gesinnungslosigkeit hinein und vertrat jene schadhaften Grundsätze, deren Bekämpfung nur mit Spott und Verläumdung vergolten wird.“ Der endgültige Bruch mit Bacher war dann die Folge.
In seiner 1909 erstmals veröffentlichten Studie Die islamische und die jüdische Philosophie des Mittelalters zeigt sich Goldziher als intimer Kenner der jüdischen wie auch der islamischen Philosophie des Mittelalters. Die Schrift ist ohne Anmerkungen geschrieben, meisterlich formuliert und enthält eine zu ihrer Zeit neue These: die dominierende Rolle des Neuplatonismus in der islamischen und jüdischen Philosophie. Auch endet die Darstellung der islamischen Philosophie nicht wie üblich mit Averroes (1126–1198), sondern mit Dschamal ad-Din al-Afghani (1838–1897), den Goldziher 1874 in Kairo kennen gelernt hatte.

## Islamwissenschaftliche Arbeiten
Goldziher gilt als einer der bedeutendsten Orientalisten. Er hat als erster die Geschichte der islamischen Traditionen in umfassender Weise kritisch dargestellt, das Sektenwesen im Islam sorgfältig erforscht und viele Untersuchungen von bleibendem Wert über die vorislamische sowie die islamische Kultur-, Rechts- und Religionsgeschichte der Araber veröffentlicht. Seine Studien erstreckten sich auch auf das Gebiet der alten und der neueren arabischen Dichtung. Er war einer der Mitbegründer der deutschsprachigen Enzyklopädie des Islam und veröffentlichte dort mehrere Artikel.„Seit Ignaz Goldziher ist die Islamwissenschaft sich zunehmend bewußt geworden, daß der Islam nicht nur Träger hellenistischer Kultur gewesen ist, sondern auch im Rahmen der islamischen Religion griechisch-hellenistische Elemente adaptiert und selbständig weiterentwickelt hat.“ Diese Grundgedanken kommen schon in Goldzihers – nunmehr klassischem – Frühwerk Die Ẓāhiriten (1884) zum Ausdruck.
In der Zusammenfassung der frühen Jahre, im ersten Teil seines Tagebuches, beschreibt Goldziher die wichtigsten Schwerpunkte und Zielsetzungen seiner Forschungstätigkeit:

„Die knappe Zeit, die mir ‚wegen Kürze des Geistes und harter Arbeit‘ für wissenschaftliche Thätigkeit verblieb, warf ich mich nun vollends auf meine arabische Philologie und Geschichte sowie auf den Islam … Das Bild der Entwicklungsgeschichte des Islam hob sich mir aus diesen Studien in neuen Umrissen hervor und auch das Leben der muhammedanischen Völker und ihr Verhältnis zur Lehre zeigte sich mir in schärferer Beleuchtung.“

In seinen frühen Schriften über den Islam ist der Einfluss des liberalen Gedankengutes der Haskala und Abraham Geigers spürbar, der in seiner preisgekrönten Dissertation „Was hat Mohammed aus dem Judenthume übernommen?“ (Bonn 1833) Einflüsse des Judentums auf den Stifter des Islam untersucht hatte. Die akademische Auseinandersetzung mit der islamischen Religion und Kultur war schon bei Goldzihers älteren Zeitgenossen wie Julius Wellhausen, Reinhart Dozy und Theodor Nöldeke eng mit der Bibelkritik verbunden. Goldziher versteht in seiner noch vor seiner Orientreise publizierten Arbeit „Die Nationalfrage bei den Arabern“, vorgetragen auf der Sitzung der Ungarischen Akademie der Wissenschaften am 7. Januar 1873, den arabischen Propheten Mohammed als Träger einer universalen, monotheistischen Religion, durch die der bis dahin vorherrschende ethnische Pluralismus überwindbar sei. Diesem Vortrag sind im Anhang (S. 49–64) vier Auszüge aus bis dahin nicht benutzten arabischen Handschriften als Textedition beigefügt, die die Polemik gegen die egalitären Bewegungen im Islam – asch-Schuʿūbīya zum Thema haben. Von einer kurzen Abhandlung über diese Bewegung im 8. und 9. Jahrhundert aus der Feder des österreichischen Orientalisten Joseph von Hammer-Purgstall († 1856) abgesehen, hat Goldziher mit seinem Vortrag erstmals auf die soziale Bedeutung dieser Lehre und ihre Gegner hingewiesen. Ein Thema, mit dem er in seinen späteren Arbeiten noch mehrfach beschäftigen sollte.
Nach seiner Orientreise (1873–1874) ergänzt Goldziher seine dreiteiligen Beiträge zur Geschichte der Sprachgelehrsamkeit bei den Arabern (Wien 1872–1874) mit einer weiteren Studie in ungarischer Sprache, vorgelesen am 16. April 1877 an der Ungarischen Akademie der Wissenschaften, ergänzt: A nyelvtudomány történetéről az araboknál. Irodalomtörténeti kisérlet. (Über die Geschichte der Sprachwissenschaften bei den Arabern. Ein literarhistorischer Versuch) erweitert, die seit 1994 auch in einer englischen Übersetzung vorliegt (siehe: Literatur). Gegenstand dieser Arbeiten ist die Darstellung unterschiedlicher Sprachebenen in den islamischen Wissenschaftsdisziplinen, die Analyse der Unterschiede der klassischen Sprachschulen, die Rolle der Poesie und der Dialekte bei den Grammatikern. Über die Differenzen der Sprachschulen publizierte er um diese Zeit auch einen Auszug aus einer bis dahin unbenutzten Handschrift des Grammatikers al-Anbārī († 1181) in Petersburg. Ausgehend von seiner Kritik an Renans Histoire générale et systéme comparé des langues sémitiques weist Goldziher unter anderem auf Einflüsse des aramäischen Vokalsystems bei der Konstituierung der arabischen Schriftsprache, auf die Vorherrschaft des mekkanischen Dialekts der Quraisch und auf die Wirkung der Philologen auf die Sprache bzw. Terminologie der Rechtsliteratur und Hadith-Gelehrsamkeit hin.

„Bei objektiver Beurtheilung darf man wohl aussprechen, dass die Arbeiten, die ich in diesem Zeitraume 1876–83 zur Veröffentlichung brachte, von meiner wissenschaftlichen Thätigkeit in dieser für mich harten Zeit ein günstiges Zeugnis ablegen müssen. Ich war fleissig im Sammeln und emsig im Ausarbeiten.“

Mit seinem Werk Die Ẓāhiriten (1884) betrat Goldziher islamwissenschaftliches Neuland. Er stellt darin die juristisch-theologische Schule des Andalusiers Ibn Hazm erstmals nach Originalquellen dieser heute nicht mehr existierenden Richtung islamischer Gelehrsamkeit dar. Es gilt neben der Arbeit von Eduard Sachau: Zur ältesten Geschichte des muhammedanischen Rechts als das erste grundlegende Werk auf diesem Gebiet. Den Entwurf dieser Studien legte Goldziher in seinem Vortrag auf dem 6. Internationalen Orientalistenkongress in Leiden (1883) vor. Die ersten Grundlagen der Arbeit sind fast zeitgleich auf Ungarisch erschienen: A mohammedán jogtudomány eredetéről (Über den Ursprung der muhammedanischen Rechtswissenschaft). Dieses Werk hebt die besondere Stellung der Rechtswissenschaften (Fiqh) in der Gesamtheit der islamischen Gelehrsamkeit hervor und war wegweisend für weiterführende Arbeiten – zum Beispiel von Joseph Schacht – auf diesem Gebiet. „Ich bin dabei von der Ueberzeugung ausgegangen“, schreibt Goldziher im Vorwort (S. IX) des Buches, „dass ein Eingehen auf das sogenannte Fiqh, namentlich wenn man die Erkenntniss der geschichtlichen Entwicklung desselben im Auge hat, einen unerlässlichen Theil unserer Studien über den Islam bilden muss.“
Neben seiner Studie Materialien zur Kenntnis der Almohadenbewegung in Nordafrika (1887), vorgetragen auf dem 7. Internationalen Orientalistenkongress 1886 in Wien, publizierte Goldziher in den Jahren 1889–1890 seine bahnbrechende Arbeit: Muhammedanische Studien. Der erste Band ist vor allem vorislamischen Aspekten und dem Übergang von der Dschāhilīya zum Islam gewidmet. Im einleitenden Kapitel (S. 1–44) stellt er zwei grundlegende Begriffe einander gegenüber: Muruwwa / Murūʾa, das heißt Tugend, männliche Tapferkeit, Virtus der Araber und Din, verstanden als die Religion Mohammeds, als die neue Botschaft an die Araber. Zwar gilt auch im Islam der Grundsatz: „ohne Virtus (muruwwa) gibt es keine Religion (din)“, dennoch sind die Unterschiede und Gegensätze zwischen den beiden Geisteshaltungen im islamischen Schrifttum, einschließlich der Poesie, fassbar. In zwei weiteren Kapiteln wird das Verhältnis zwischen der Stammespolitik der Araber und der Institution des Islam, ferner – auf einer späteren historischen Entwicklungsstufe der islamisch geprägten Gesellschaft – die sozialen Unterschiede zwischen Arabertum und Nichtarabern (ʿAdscham) und ihr Spannungsverhältnis zueinander dargestellt (S. 40–146).
Diese Thematik gilt als Überleitung zu einem Themenkreis, den Goldziher in der Forschung erstmals genau untersuchte: zu der sog. Schuʿūbiyya-Bewegung im 8. und 9. Jahrhundert im islamischen Osten, deren überwiegend persische Anhänger den Supremat der Araber in Frage stellten und für die Gleichheit zwischen Arabern und Nichtarabern eintraten (S. 147–198). Die Darstellung dieses sozialen Phänomens in der islamischen Gesellschaft durch Goldziher gilt heute noch als wegweisend, die er in seiner Abhandlung über Die Šuʿūbijja unter den Mohammedanern in Spanien mit der Analyse lokalspezifischer Entwicklungen im islamischen Westen, wo Araber, Berber, ferner zum Islam konvertierte Christen und Saqāliba aufeinander trafen, ergänzte. Die Grundlage dieser Studie ist ein Sendschreiben des Dichters Abū ʿĀmir ibn Ġarsiya (Ibn Garcia) aus dem 11. Jahrhundert, eines Muwallad christlichen Ursprungs, in dem der Verfasser den Vorrang der Nichtaraber über die Araber in Form von Gedichten und in Reimprosa hervorhebt. Die Abhandlung legte Goldziher dem XII. Internationalen Orientalistenkongress in Rom (Oktober 1899) vor.
Auch weitere, im ersten Band dieses Werkes nur kurz angesprochene Aspekte führte Goldziher an anderer Stelle aus; in seinem Artikel Die Ǧinnen der Dichter (dazu: Muhammedanische Studien, Band 1, S. 44) untersucht er die Rolle von Dschinnen in der früharabischen Poesie, die nach arabischer Vorstellung Dichtern den Wortlaut ihrer Dichtung zuflüstern können. Beispielen aus der alten Poesie zufolge war noch in der islamischen Zeit die Vorstellung vorherrschend, dass Dichter unter den Einflüssen der Dschinnen standen. Als Beispiel fügt Goldziher seine Teiledition aus einer Schrift des Dichters Abū l-ʿAlāʾ al-Maʿarrī bei und verweist auf entsprechende Ausführungen von al-Dschāhiz.
Der zweite Band der Muhammedanischen Studien besteht aus zwei Teilen: Ueber die Entwicklung des Hadith (S. 1–274) und Die Heiligenverehrung im Islam (S. 275–378). Dem letzteren Teil liegt die Abhandlung Le culte des saints chez les Musulmans, publiziert in der Revue de l’histoire des religions, II. S. 25–351 zugrunde. Die Darstellung einer der zentralen Wissenschaftsdisziplinen des Islam, Hadith und Sunna hat an ihrer Bedeutung nach über hundert Jahren ihrer Publikation nichts eingebüßt. Dabei wertet Goldziher erstmals in der Forschung umfangreiche, damals nur handschriftlich zugängliche Materialien des islamischen Schrifttums aus und ermöglicht somit weitere Arbeiten in den Folgegenerationen. Das Ḥadīth, so Goldziher, „bietet uns ein unschätzbares Material von Zeugnissen für den Entwicklungsgang, den der Islam während jener Zeit durchmacht, in welchen er aus einander widerstrebenden Kräften, aus mächtigen Gegensätzen sich zu systematischer Abrundung herausformt. Und in dieser Bedeutung des Ḥadīth liegt die Wichtigkeit der gehörigen Würdigung und Kenntniss desselben für die Erfassung des Islam, dessen merkwürdigste Entwicklungsphasen von der successiven Entstehung des Ḥadīth begleitet sind.“ Die endgültige Ausarbeitung des zweiten Bandes dauerte kaum fünf Monate.
Beide Bände der Muhammedanischen Studien sind mit inhaltlich weiterführenden Nachträgen in Form von selbständigen Studien zu den im Buch angesprochenen Aspekten ergänzt.
Der erste Band (S. 219–272) enthält sieben Excurse und Anmerkungen:
- Was ist unter „Al-Ǧāhilijja“ zu verstehen?
- Ueber Todtenverehrung im Heidenthum und im Islam
- Heidnischer und muhammedanischer Sprachgebrauch
- Der Gebrauch der Kunja als Ehrenbezeichnung
- Schwarze und Weisse
- Traditionen über Türken
- Arabisirte Perser als arabische Dichter

Der zweite Band (S. 381–409) enthält fünf Excurse und Anmerkungen:
- Die Umejjaden als Religionskämpfer
- Ḥadīth und Neues Testament
- Nachahmungen des Koran
- Frauen in der Literatur des Ḥadīth
- Gottesurtheile an heiligen Orten

Der Nachdruck beider Bände in einem Band ist bei dem Georg Olms Verlag Hildesheim im Jahre 2004 erschienen. Die englischsprachige Version haben die Orientalisten und Übersetzer des Werkes Samuel Miklos Stern und C. R. Barber mit der Aktualisierung der Fußnoten versehen.
Dieses zweibändige Werk sollte durch weitere Studien ergänzt werden; denn die Abhandlungen zur arabischen Philologie „hatten ursprünglich die Bestimmung, als Fortsetzung meiner „Muhammedanische Studien“ zu dienen. Aber der überwiegend literarhistorische Charakter des Inhaltes, sowie die von jenem Werke verschiedene Art der Ausarbeitung haben mich veranlasst, mit ihnen eine neue Reihe zu beginnen.“ . Der I. Teil des ersten Bandes (S. 1–105) beinhaltet eine bis heute unübertroffene Studie über Schmähgedichte (hiǧāʾ) in der frühislamischen Literaturgeschichte und über ihre sozialhistorische Bedeutung, ergänzt durch Exkurse und Nachträge (S. 106–121). Die Grundlagen dieser Arbeit sind bereits in der Antrittsvorlesung zum ordentlichen Mitglied der Ungarischen Akademie (24. Oktober 1892) geschaffen worden: A pogány arabok költészetének hagyománya (Die Tradition der Poesie der heidnischen Araber). Goldziher stellt in diesem Werk die Entwicklungsstufen der Formen der altarabischen Poesie dar, die in der Forschung bis heute weitgehend Gültigkeit haben. Im II. Teil dieses Bandes wird die alte und neue Poesie im Urteil der arabischen Kritiker behandelt (S. 122–174). Im III. Teil des ersten Bandes wird der Ausdruck Sakīna untersucht und die Arbeit La notion de la Sakīna chez les Mohamétans, erschienen in Revue de l’Histoire des religions 28 (1893, S. 1–13), völlig neu bearbeitet und erweitert (S. 177–204). Der zweite Band ist der kritischen Edition des Kitāb al-muʿammarīn wal-waṣāyā des Abū Ḥātim as-Siǧistānī († 869) gewidmet, einer Sammlung von Altersgedichten, aus der Feder hochbetagter Greise, „die in solchen Gedichten die Beschwerden des hohen Alters schildern, das Bild ihrer körperlichen und geistigen Hülflosigkeit vorführen und dabei einen sehnsüchtigen Rückblick werfen auf ihr entschwundenes Mannesalter und die Heldenthaten, die sie einstmals mit den Mannen ihres Stammes vollführen konnten.“ (Einleitung, S. IX.). Die Edition wird mit einer detaillierten, bis heute unübertroffenen Einführung in die Materie versehen. Sie umfasst 92 Seiten; der kritische Apparat der Edition hat 70 Seiten.
In dieser Schaffensperiode Goldzihers ist das sechsbändige Werk, al-Musnad, von Ahmad ibn Hanbal in der damals berühmten Bulaq-Druckerei im Jahre 1895 erstmals erschienen. Diese mehrere tausend Seiten umfassende Hadith-Sammlung, ihre inhaltliche Struktur, Überlieferung und kulturhistorische Bedeutung stellt er in seiner Studie Neue Materialien zur Litteratur des Überlieferungswesens bei den Mohammedanern dar. Im zweiten Band der „Muhammedanische Studien“ (S. 228) verweist Goldziher auf einige Handschriften dieses Werkes in der Staatsbibliothek zu Berlin und der Forschungsbibliothek Gotha und folgt zunächst der Feststellung des Orientalisten Wilhelm Pertsch († 1899), der – wie auch Aloys Sprenger – Ibn Ḥanbals Musnad als eine „zur Stützung seiner religiösen Lehre veranstaltete Traditionssammlung“ versteht. Nach genauer Lektüre des Musnad stellt er allerdings fest: „Eine bestimmte Tendenz hat den A. b. H. in der Auswahl und Aufnahme der Ḥadīṯe nicht geleitet. Es wäre ganz falsch, vorauszusetzen, dass er mit dieser Sammlung vornehmlich den Zweck verfolgt hat, jene Ḥadīṯe hervortreten zu lassen, welche zur Stützung seines besonderen Maḏhab dienlich sein könnten. Es begegnen uns vielmehr völlig widersprechende Sprüche in Bezug auf dieselbe Materie.“
Einen weiteren Höhepunkt in der philologischen Darstellung der Poesie der vorislamischen Zeit stellt Goldzihers Edition der Gedichte des Wanderpoeten Ǧarwal ibn Aus al-Ḥutaiʾa (‚der Zwerg‘) († gegen 661), aus dem 7. Jahrhundert dar, der zum Islam konvertierte, im Jahre 632 in der Ridda von der Religion abfiel, dessen dichterische Qualität aber noch in Kreisen der Folgegenerationen arabischer Philologen hohes Ansehen genoss. Diese umfassende Arbeit ist zuerst in der Zeitschrift der Deutschen Morgenländischen Gesellschaft, dann als Separatdruck in Leipzig 1893 erschienen: Der Dīwān des Ǧarwal b. Ḥuṭejʿa.
Die Publikation seines relativ kurzgefassten, dafür aber inhaltlich dichten und sehr informativen Artikels „Die Religion des Islams“ in der Reihe von P. Hinneberg (Hrsg.): „Die Kultur der Gegenwart“ war die Grundlage seiner Vorlesungen über den Islam, die im Jahre 1908 ursprünglich als Vortragsreihe auf Einladung der American Committee for Lectures on History konzipiert war. Die „Vorlesungen“ sind in für sich eigenständige sechs Kapitel aufgeteilt: Mohammed und der Islam; Die Entwicklung des islamischen Rechts; Entwicklung des islamischen Dogmas. Ein Kapitel ist den Grundlagen der islamischen Askese, den Sufi-Bewegungen und den Mahdi-Bewegungen gewidmet. Auf mehr als 60 Seiten stellt Goldziher die Entstehung der islamischen Sekten dar. Den Abschluss bildet eine Abhandlung über späte Entwicklungen bis in die Moderne. 1907 war das Werk fertig:

„Am 22. Juni konnte ich meine American Lectures bis zum letzten Schlusspunkt abschliessen: sechs inhaltsreiche Kapitel, in denen ich die Entwicklungsgeschichte des Islam erschöpfend behandelt habe.“

Goldziher trat die Reise aus gesundheitlichen Gründen allerdings nicht an; nach einer für ihn nicht akzeptablen englischen Übersetzung des Buches bestand er im Jahre 1909 darauf, die „Vorlesungen“ in der Originalsprache und mit seinen nachträglichen Korrekturen beim Verlag Winter in Heidelberg zu publizieren. Die neuen Erkenntnisse, die Goldziher aus der Lektüre des damals, ab 1905, publizierten Klassenbuches von Muhammad ibn Saʿd gewonnen hat, sollten in den „Vorlesungen“ berücksichtigt werden. Eine zweite englische Übersetzung von Kate Chambers Seelye ist unter dem Titel Mohammed and Islam 1917 bei Yale University Press erschienen, die aber der Herausgeber auf Wunsch Goldzihers zurückzog.
Das Werk gilt als Grundriss der islamischen Dogmengeschichte und Analyse der unter dem Einfluss des Korans stehenden Rechtsentwicklung. Es ist nach beachtlichen Korrekturen und kritischen Bemerkungen durch Franz Babinger in einer zweiten Auflage im Jahre 1925 erschienen, die mit dem Original aus 1910 nicht vergleichbar ist. Diese Ausgabe würdigt der Orientalist Carl Heinrich Becker mit den Worten: „daß hier der Begründer einer neuen Disziplin die Arbeit eines langen Lebens systematisch zusammengefaßt hat“. Der in der Fachwelt heute anerkannten englischen Übersetzung liegt die Originalausgabe mit Goldzihers Anmerkungen und Ergänzungen aus 1910 zugrunde und ist unter dem Titel Introduction to Islamic Theology and Law erschienen.
Im Jahre 1908, nach der Annexion von Bosnien und Herzegowina, hat das k. u. k. Finanzministerium Goldziher ersucht, ein Lehrbuch über die Geschichte der arabischen Literatur für die zwei Oberklassen der Gymnasien in Bosnien zu schreiben. Da Goldziher die Ansicht vertrat, dass beide Provinzen ursprünglich über Jahrhunderte zu Ungarn gehörten, verfasste er das Buch nicht – wie üblich – in deutscher Sprache, sondern auf Ungarisch: „Az arab irodalom rövid története“ (Kurze Geschichte der arabischen Literatur).

„Ich halte den Antrag, der mir im Namen des Ministers v. Burian (meines Jugendfreundes) gestellt wurde, für sehr ehrenhaft, und habe ihn angenommen.“

Das Buch ist dann unter dem Titel „Kratka povijest arabske književnosti“ im Jahre 1909 in Sarajevo veröffentlicht worden. Das ungarische Originalmanuskript liegt im Archiv der Ungarischen Akademie der Wissenschaften. Die englische Übersetzung des Buches besorgte dann Joseph DeSomogyi, einer der letzten Schüler von Goldziher, der das Manuskript im Jahre 1945 an A. S Yahuda, damals an der Yale University, zwecks Veröffentlichung in Amerika schickte. Erst 1955 erhielt DeSomogyi vom Islamic Cultural Board in Hyderabad die Nachricht, dass die Übersetzung durch Yahudas Vermittlung nunmehr in der Zeitschrift Islamic Culture, Jahrgang 1957 publiziert wird.
Hierzu schreibt J. DeSomogyi in der Einleitung zur Buchausgabe der englischen Übersetzung:„Die erste englische Ausgabe des Werkes war ein schönes Beispiel für eine internationale, geistige Kooperation: das Buch eines jüdischen Autors, übersetzt und erweitert durch einen Christen, ist durch einen Muslim als Herausgeber publiziert worden.“
Der Archäologe Aurel Stein war der Meinung, dass das Buch auch an muslimischen Gymnasien Indiens als Unterrichtsmaterial verwendet werden solle. Dieses in der englischen Übersetzung nur 172 Seiten umfassende Buch ist bis heute ein guter Einstieg in das Studium des arabischen Schrifttums, das nicht nur die Arabische Literatur das heißt Adab, Poesie und Prosa, sondern alle Gebiete der islamischen Gelehrsamkeit vom Koran bis zu den Naturwissenschaften erfasst, ihre wichtigsten Repräsentanten und deren Werke nennt. Das Schrifttum des islamischen Westens wird in einem eigens dafür gewidmeten Abschnitt (S. 139–158) dargestellt.
Goldzihers letztes Werk ist der Geschichte der Koranexegese gewidmet: „Die Richtungen der islamischen Koranauslegung“ enthalten seine im September 1913 an der Universität Uppsala gehaltenen Vorträge in ihrer erweiterten Überarbeitung. Die Darstellung der theologischen Entwicklung der Koraninterpretation von den Anfängen bis in die Zeit des islamischen Modernismus im frühen 20. Jahrhundert gilt heute noch als „meisterhaft.“ Neben der traditionellen und dogmatischen Koranauslegung werden sowohl die Deutungen des Korantextes durch die islamische Mystik als auch die sektiererische Koranauslegung ausführlich untersucht. Die immense Bedeutung des umfangreichen Kommentars von at-Tabarī, das erstmals 1911 in einer vollständigen Ausgabe vorlag, hat Goldziher in diesem Werk mehrfach hervorgehoben und ihn in der historischen Darstellung dieser Wissenschaftsdisziplin konsequent benutzt.
Einige der oben genannten, heute noch wegweisenden Werke Goldzihers sind in Form von thematisch verwandten Vorarbeiten zunächst auf Ungarisch erschienen. Die Studien über Nationalitätsfragen bei den Arabern (1873) sind in den Mohammedanische Studien (1889–1890) und Vorlesungen über den Islam (1910) ausgewertet und erweitert worden. Arbeiten über die Dichter und Poesie in der vorislamischen Zeit (1892) erhielten ihre Vollkommenheit in den Abhandlungen zur arabischen Philologie  (1896–1899). Seine Vorlesung bei der Körösi-Csoma-Gesellschaft über Strömungen in der Koranexegese (1912) hat Goldziher in seinem letzten Werk, in den Richtungen der islamischen Koranauslegung ausgearbeitet und wesentlich ergänzt.
Seine Gedenkrede am 27. November 1893 an der Ungarischen Akademie der Wissenschaften anlässlich des Todes des oben bereits genannten französischen Orientalisten Ernest Renan sorgte für Aufmerksamkeit der Fachwelt bis in die Gegenwart hinein: Renan mint orientalista (Renan als Orientalist). In dieser rund hundert Seiten umfassenden Studie stellt Goldziher den verstorbenen Kollegen im Rahmen der Wissenschaftsgeschichte der europäischen Orientalistik dar, spricht aber den von Renan geprägten Unterschied zwischen der arischen und semitischen Rasse, der in Renans Denken eine zentrale Bedeutung hatte, nur am Rande und behutsam an. Er begann im Mai 1893 damit, die Studie niederzuschreiben:

„Ich habe begonnen, meinen Essay über 'Renan als Orientalist' zu schreiben. Das Thema hat mächtige Anziehungskraft auf mich. In zwei Tagen habe zwei Kapitel entworfen: a) Renan als Professor, b) R. als Bibelkritiker. Vieles bleibt mir unter der Feder. Der Mann hat die gesündesten Ansichten über das 'heutige' Israel. Er ist der gefährlichste Antisemit, weil er im Rechte ist. Nur der ist gefährlich, der im Rechte ist. Man kann ihm nicht beikommen. Die geschwollene Phrase ist für den Augenblick und für den Pöbel. Ehrliche Leute machen keine Phrasen und mit Phrasen widerlegt man Wahrheiten nimmermehr.“

Am 28. November 1893, nach dem Vortrag eines Teiles dieser Arbeit auf der Akademie, schreibt Goldziher:

„Ich erntete – wie die Zeitungen sagen – stürmischen Beifall. Die Studie gehört in der That zu meinen besten Arbeiten auf allgemeinem Gebiete und wurde während ihrer Verfertigung mit grosser Liebe und innerem Interesse gehegt.“

Goldzihers Position gegenüber Renan und sein Verständnis von der islamischen Kultur und Religion, was schon in seiner Arbeit Der Mythos bei den Hebräern … – zum Teil unter dem Einfluss von Geiger – anklingt, wird in dieser ursprünglich als Gedenkrede vorgesehenen Studie deutlich zum Ausdruck gebracht.

## Zur Sprachenfrage
Goldziher schrieb seine islamwissenschaftlich heute noch unentbehrlichen Werke überwiegend in deutscher Sprache. Seine Beiträge waren in den europäischen Fachzeitschriften der Orientalistik stets willkommen. Einige Wochen vor seinem Tod ermutigte ihn Hellmut Ritter, damals Mitherausgeber der Zeitschrift „Der Islam“, mit folgenden Worten:

„Ob ich Platz für einige Seiten für Sie im ‚Islam‘ habe? Darf ich Ihnen ein für allemal erklären, dass ich im ‚Islam‘ jederzeit beliebig viel Raum, auch unter Zurückstellung anderer Mss, für Sie habe? Sie brauchen niemals anzufragen; schicken Sie mir nur Ihre Mss zu, sie werden immer sofort in die Druckerei geschickt und erscheinen, sobald es technisch irgend angängig ist. Mit vielen Grüssen Ihr sehr ergebener H. Ritter“

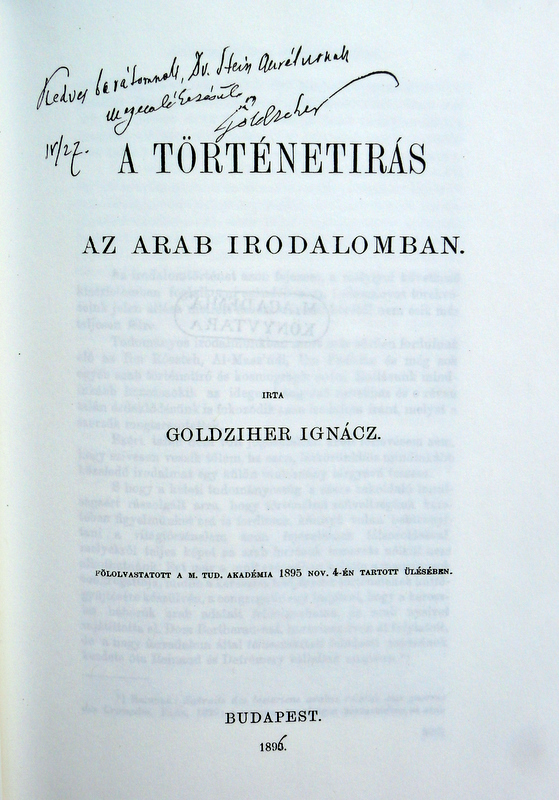
Die Geschichtsschreibung im arabischen Schrifttum. Vortrag gehalten an der Ung. Ak. der Wiss. am 4. Nov. 1895. Handschriftliche Widmung: „Meinem lieben Freund Herrn Dr. Stein Aurél zur Erinnerung. 27. 4. Goldziher“

Viele seiner Aufsätze erschienen nur auf Ungarisch und sind bisher nur zum Teil ins Deutsche übersetzt worden, was seine Zeitgenossen schon zu seinen Lebzeiten zutiefst bedauert haben. Im Dezember 1885 richtete der damals bedeutendste Islamwissenschaftler und Semitist Theodor Nöldeke an seinen jungen Kollegen folgende Zeilen:
„Ich wünschte sehr, Sie gingen nach Prag, wenn Sie irgend leidliche Bedingungen erhalten. Dass Sie dann nicht mehr magyarisch arbeiten können, ist um so besser. Zum Volkslehrer sind Sie nicht gemacht, und wozu sonst in einer Sprache schreiben, die niemand ausser Ungarn versteht und verstehen wird, sehe ich nicht ein?“
Kurz nach Goldzihers Tod äußerte sich der britische Orientalist Anthony Ashley Bevan im Journal of the Royal Asiatic Society, Jahrgang 122, S. 144 ähnlich:
„Most of Goldziher’s writing were published in German, but unfortunately some of them remain shrouded in the impenentrable obscurity of the Hungarian language. It is most earnestly to be wished that all his contributions to learning should, as soon as possible, be rendered generally accessible to Orientalists, for even his briefest articles have a permanent value.“
In der Besprechung der Bibliographie des œuvres de Ignace Goldziher von Bernard Heller, schreibt Hans Heinrich Schaeder in der Orientalistischen Literaturzeitung:
„Während man sonst beim Durchlesen der Bibliografie eines Imām al-ʿaṣr, wie Goldziher es war, zur Hauptsache bekannte Titel findet und sich nur hier und da einen bisher übersehenen Aufsatz anmerkt, entnimmt man aus diesem Buche die bedrückende Tatsache, dass ein sehr grosser und bedeutsamer Teil von Goldzihers Lebenswerk der internationalen Forschung bis zum heutigen Tage dadurch völlig unbekannt bleiben musste, dass er nur in ungarischer Sprache ans Licht getreten ist. (…) Darüber hinaus ist es dringend zu hoffen, dass seine Arbeiten zum arabischen Islam, soweit sie nur ungarisch erschienen sind, möglichst vollständig in eine allgemeiner verständliche Sprache übersetzt werden.“
An eine breite Leserschaft richtete Goldziher wissenschaftlich fundierte Studien, die in nicht islamwissenschaftlichen Fachzeitschriften erschienen und nur auf Ungarisch – „magyarisch“ (Nöldeke) – zugänglich sind: Az iszlám az omajjádok bukásáig (Der Islam bis zum Sturz der Umayyaden) oder Az arabok (Die Araber) erörtern einerseits die Geschichte des Frühislam, andererseits bieten sie aber auch einen genauen Überblick sowohl über den Koran als auch über die islamische Gelehrsamkeit der ersten muslimischen Jahrhunderte nach dem Tod des Propheten Mohammed. In seinem Az egyiptomi iszlám (Der Islam in Ägypten) beschreibt er die zum Teil in der altägyptischen Tradition wurzelnden Sitten und Bräuche ägyptischer Muslime und stellt ihre vom sunnitischen Islam nicht akzeptierte Verehrung von Lokalheiligen dar und geht damit inhaltlich weit über die Darstellungen des ägyptischen Alltags im ausgehenden 19. Jahrhundert bei Edward William Lane hinaus.
Die Beschreibung der orientalischen Handschriften in der Bibliothek des Ungarischen Nationalmuseums, – heute: Széchényi-Nationalbibliothek – mit der Goldziher nach seiner Orientreise beauftragt wurde, erschien 1880 ebenfalls in ungarischer Sprache. Der von Goldziher untersuchte Bestand enthält 23 arabische, 6 persische 10 türkische und 17 Sammelhandschriften. Die zum Teil sehr detaillierten Untersuchungen einiger Unica sind heute noch äußerst informativ: A Magyar Nemzeti Múzeumi Könyvtár keleti kéziratai. (Die orientalischen Handschriften der Bibliothek des Ungarischen Nationalmuseums).
Die Darstellung der damals nur wenig bekannten Presse Ägyptens unter dem Titel A muhammedán közvéleményről (Über die öffentliche Meinung der Muslime) ist in Budapesti Szemle 30 (1882), S. 234–265 publiziert und 1993 ins Englische übersetzt worden.
Zehn Jahre nach seiner Orientreise veröffentlichte die Ungarische Akademie der Wissenschaften einen 72 Seiten starken Bericht Goldzihers über die Geschichte archäologischer Arbeiten in Palästina im 19. Jahrhundert auf Ungarisch: Palesztina ismeretének haladása az utolsó három évtizedben (Die Entwicklung der Kenntnisse über Palästina in den letzten drei Jahrzehnten). Als korrespondierendes Mitglied der Akademie legte er seinen Vortrag am 3. November 1885 vor, der in den Publikationen der Akademie 1886 erschienen ist. Auch diese Arbeit über ein für ihn an sich fremdes Gebiet ist nicht in der damaligen „Gelehrtensprache“ der Orientalistik abgefasst worden, sondern auf Ungarisch, um dadurch ein breites Publikum über die damaligen Forschungsarbeiten in Palästina zu informieren. Er informiert den Leser über die Anfänge der wissenschaftlichen Erforschung Palästinas anhand der Arbeiten von Adrianus Reland (1676–1718), durch die Darstellung der Aktivitäten des Palestine Exploration Fund und des in 1849 durch den britischen Konsul James Finn († 1872) gegründeten Jerusalem Literary Society. Auch die archäologischen Forschungsergebnisse von Charles Clermont-Ganneau, dem Entdecker von Gezer (1871), vor allem dessen Publikation Les fraudes archéologiques en Palestine (Paris 1885), haben diesen umfangreichen Artikel Goldzihers wesentlich beeinflusst.
Ebenfalls in der Zeitschrift Budapesti Szemle (Budapest Review) erschien 1887 der Artikel Mekkai utazások (Reisen nach Mekka), in dem Goldziher zunächst über europäische Reisende vom 16. Jahrhundert an berichtet, um dann die Reise (1884–1885) und den darüber geschriebenen Bericht seines Kollegen und Freundes, des holländischen Orientalisten Christiaan Snouck Hurgronje darzustellen und zu würdigen.
Veranlasst durch die Publikation der Autobiografie von Slatin Pascha († 1932), die zeitgleich auch in ungarischer Übersetzung erschien veröffentlichte Goldziher einen ebenfalls für die breite Öffentlichkeit bestimmten Artikel über den Islam im Sudan des 19. Jahrhunderts: A Mahdi országából (Aus dem Land des Mahdi) und stellt darin – stets mit Hinweisen auf Berichte von Slatin Pascha – den Mahdi-Aufstand (1881–1899) aber auch weitere zeitgenössische Bewegungen wie die Sanūsīya dar.
Für die breite Öffentlichkeit waren auch seine Beiträge in der Brockhaus Enzyklopädie bestimmt. Hierfür findet sich die Eintragung im Tagebuch im Jahre 1890:

„Noch mit der Drucklegung dieses zweiten Bandes beschäftigt, erhielt ich von der Redaktion des Brockhaus’schen Conversationslexikons in der ehrenvollsten Weise die Aufforderung, für die 14. Auflage dieses Unternehmens alle mohammedanischen und arabischen Artikel zu übernehmen. Innerhalb eines Jahres habe ich auch dieser Aufgabe entsprochen und als literarisches hors d’oeuvre an 400 Artikel ausgearbeitet.“

Goldzihers Freundschaft mit dem schottischen Theologen und Arabisten William Robertson Smith in Cambridge auf dem 6. Internationalen Orientalistenkongress in Leiden in 1883 und nach dessen Tod im Jahre 1894 war für ihn eine Verpflichtung, unvollendete Arbeiten seines Freundes zu ergänzen und als erweiterte Ausgabe derselben publizieren zu lassen. Dazu schreibt er in seinem Tagebuch:

„Die Firma Black in London dringt immer mehr in mich die Auflage von Robertson Smith' Kinship zu besorgen. Ich werde mich wohl dazu verstehen, da ich jede Gelegenheit ergreifen muss, um mit anständigen Dingen in Zusammenhang zu bleiben. Dann freut es mich, einen Tribut der Pietät zu zollen dem Namen des heiligen Robertson Smith.“

Die erweiterte, mit Goldzihers Anmerkungen versehene Ausgabe von Robertson Smith’s Kinship and marriage in early Arabia ist 1903 erschienen.

## Seine Bibliothek und Korrespondenz
Die rund 6000 Bände umfassende Privatbibliothek Goldzihers ist drei Jahre nach seinem Tode dank intensiver Bemühungen von Chaim Weizmann, dem damaligen Präsidenten der Zionistischen Weltorganisation, von der Universitätsbibliothek Jerusalem gekauft worden, während seine umfangreiche Korrespondenz in den Besitz der Bibliothek der Ungarischen Akademie der Wissenschaften in Budapest gelangte. Auf die Pflege seiner Korrespondenz und Kontakte im wissenschaftlichen Leben seiner Zeit legte Goldziher großen Wert, wie darüber sein Schüler József Somogyi (Joseph Desomogyi) zu berichten weiß:

„Two things I enjoin on you if you want to prosper in life. Answer every letter and card you receive, even if your answer will be negativ; and take part in Orientalists' congresses with lectures. This is as important as literary work.“

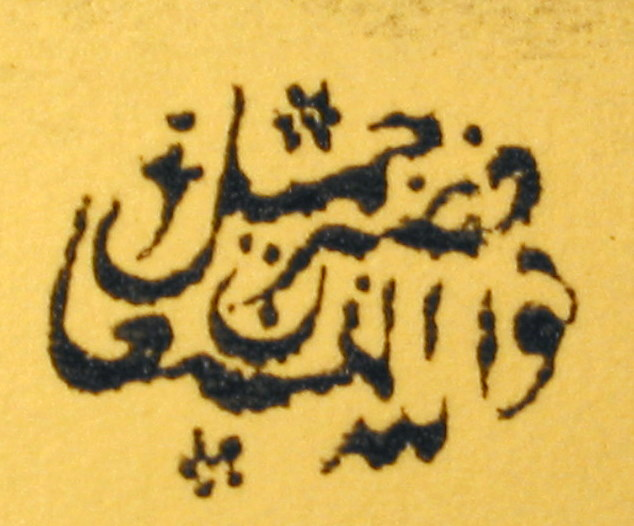
Persönliches Siegel Goldzihers in arabischer Schrift

Erhalten geblieben sind – mit wenigen Ausnahmen – nur die an Goldziher adressierten Briefe. Die rund 13.700 Briefe, die er sowohl von Wissenschaftlern als auch von Privatpersonen seiner Zeit erhalten hat, sind in der Ungarischen Akademie der Wissenschaften katalogisiert. Den Eingang dieser Briefe und Postkarten registrierte Goldziher mit seinem Privatsiegel mit der arabischen Aufschrift:فصبر جميل والله المستعان / fa-ṣabrun ǧamīlun wa-Llāhu ʾl-mustaʿān / ‚Ausdauer ist gut: und Gott ist der, zu dem man um Hilfe aufblicken muss‘ (Sure 12, Vers 18), die er zusammen mit einem Bibelzitat auch auf der ersten Seite seines Tagebuchs notierte. Siehe Foto.
Seine Korrespondenz mit nahezu allen bedeutenden Repräsentanten der Islamwissenschaften Europas ist ein unschätzbares Dokument sowohl für die Erforschung von seinem Leben und Wirken als auch für die Darstellung der Geschichte der Orientalistik des ausgehenden 19. und frühen 20. Jahrhunderts. Auch bekannte Persönlichkeiten des Orients, deren Briefe in Goldzihers Sammlung erhalten sind, standen im Kontakt zu ihm, unter ihnen der Vertreter des arabischen Nationalismus Ǧurǧī Zaydān (* 14. Dezember 1861 in Beirut; † 21. Juli 1914 in Kairo), der Gründer und Verleger der auch im Westen bekannten Zeitschrift al-Hilāl (A Fortnightly Illustrated Arabic Periodical). Nach der Publikation seines Werkes über die Geschichte der islamischen Zivilisation in fünf Bänden (1901–1906: Taʾrīḫ at-tamaddun al-islāmīy), wovon der britische Orientalist David Samuel Margoliouth den IV. Band ins Englische übersetzte, legte Zaydān Wert darauf, Goldzihers Meinung über dieses Werk zu erfahren. In anderen Schreiben bat er Goldziher, seine Meinung auch über seine weiteren Publikationen zu äußern: über die Geschichte der Araber vor dem Islam (1907–1908: Taʾrīḫ al-ʿarab qabla ʾl-islām), und über die Geschichte der Literatur in arabischer Sprache (1910–1913: Taʾrīḫ ādāb al-luġa al-ʿarabiyya) – jeweils mit der Bestätigung der Antworten von Goldziher, die wahrscheinlich nicht mehr erhalten sind.
Goldzihers Korrespondenz dokumentiert die Pflege seiner Kontakte zu Persönlichkeiten auch aus der Studienzeit; zum früheren Staatssekretär Ṣāliḥ Bey al-Maǧdī, einem bedeutenden Vertreter der arabischen Nationalbewegung, in dessen Kreis er sich gegen den europäischen Einfluss auf den Orient aussprach.

„Seyyid Ṣāliḥ Bey al-Magdī früher Staatssekretär im Unterrichtsministerium gehörte jener Strömung der ägyptischen mohammed. Intelligenz an, welche das intellektuelle und staatliche Leben nicht als reformbedürftig erkannte, aber die Umbildung der Verhältnisse auf national-arabischer und mohammedanischer Basis anstrebte und das Dick und Dünn Europäisieren verpönte.“

Seine politische Position zu der arabischen Unabhängigkeitsbewegung unter Ahmed Urabi Pascha fasste Goldziher dann in einem ungarischen Artikel A mohammedán közvéleményről (Über die muhammedanische öffentliche Meinung) zusammen, der nunmehr in einer englischen Übersetzung ebenfalls vorliegt.
Seine Kontakte zu Ḥasanen (Ḥasanayn) Efendi, einem für ihn wichtigen Beamten der Bibliothek des Khediven, waren ebenfalls von Dauer. Mit ihm kam Goldziher auch außerhalb der akademischen Bildung zusammen:

„Der seither übel beleumundete Hasanein Efendi wurde mein totum factum; ich engagirte ihn auch für vulgäre Conversationsstunden, sammelte durch ihn jene ‚Kairiner Strassen- und Jugendlieder‘, die ich in der ZDMG veröffentlichte.“

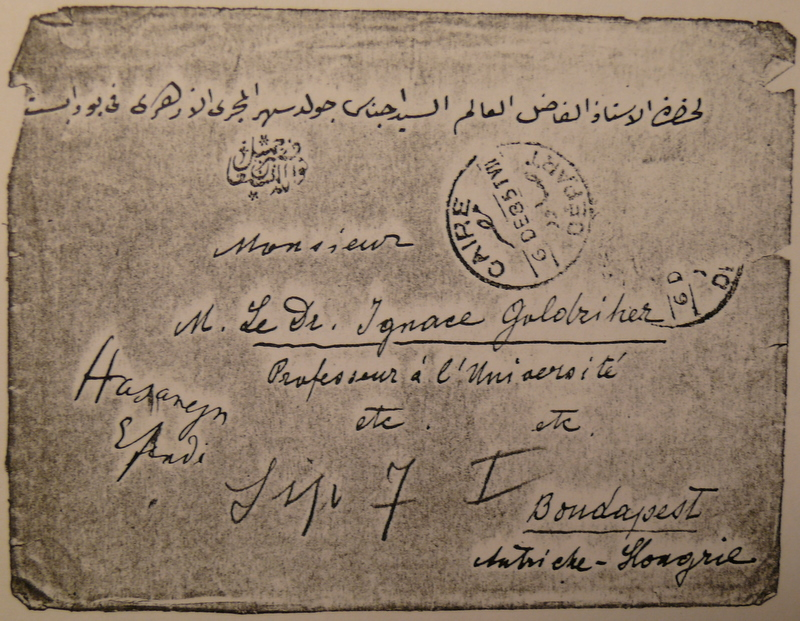
Briefumschlag, adressiert an Goldziher von Hasaneyn Efendi, oben in arabischer Schrift, mit Schriftzug Goldzihers „Hasanejn Efendi“ und persönlichem Siegel

In sechs zum Teil langen Briefen informiert er Goldziher über die Bestände der Handschriftensammlung der Bibliothek und schreibt Passagen aus, die für seinen „Lehrmeister“ von Bedeutung sein dürften. Seine Informationen über Neuerscheinungen der damals renommierten Būlāq-Druckerei publizierte Goldziher im Original in der Zeitschrift der Deutschen Morgenländischen Gesellschaft. Er hebt in seiner kurzen Mitteilung vor allem den neuen Druck des Lisān al-ʿarab von Ibn Manzūr hervor und vermerkt: „Wol eine erfreuliche Neuigkeit für die Arabisten! Es ist dies das Werk, welches als eine Hauptquelle für Lane diente.“ Auch der im Brief genannte Kommentar von an-Nawawī zur Hadith-Sammlung von Muslim ibn al-Haddschādsch galt damals als Novum.
Einige Briefumschläge adressierte Ḥasanein auch auf Arabisch und titulierte Goldziher als den „ungarischen Azhariten von Budapest.“ (Siehe Foto). Goldziher hat sich diese Titulierung zu eigen gemacht und pflegte, wie Zeitgenossen berichten, seine Bücher in den persönlichen Widmungen an orientalische Freunde mit dieser Bezeichnung signiert zu haben.
Im Zusammenhang mit diesen Arbeiten war auch der damalige Direktor der Viceköniglichen Bibliothek von Kairo, Wilhelm Spitta (1853–1883), Goldziher behilflich – wie dies aus der ersten Fußnote des obigen Artikels in der ZDMG ebenfalls hervorgeht. Ihr wissenschaftlicher Gedankenaustausch ist in einigen Briefen an Goldziher festgehalten: „Das kinderlied habe ich Ihnen auf dem umstehenden blatte noch einmal copiert, da verschiedene charakteristische kleinigkeiten von Ihnen beim raschen aufzeichnen übersehen waren; die von Ihnen beanstandeten stellen beruhen meistens nur auf unrichtiger lesart.“ – Nach der Erläuterung umgangssprachlicher Begriffe des Kairiner Dialektes folgen noch zwei persönliche Bemerkungen des Bibliotheksdirektors über gemeinsame Bekannte: „Suleimān-efendy ist noch im dienst, ist sogar erhöht worden: er ist dumm, aber er kennt mechanisch die bücher und ihre standorte, und ich brauche solche lebendige maschinen.“ Und als Nachtrag: „Französisch hat Ḥasanen noch immer nicht gelernt; ich rathe ihm jetzt lieber englisch zu lernen; Sie begreifen warum.“
In der Korrespondenz kommt neben den Aspekten des persönlichen Alltags auch der wissenschaftliche Gedankenaustausch mehrfach zum Ausdruck, dessen Bedeutung in der Forschung nicht zu unterschätzen ist. Nach dem Erscheinen des ersten Bandes der Muhammedanische Studien schrieb Ludolf Krehl († 1901 in Leipzig) folgende Bemerkungen an seinen Freund Goldziher:

„Ueber den ersten Theil Ihrer Muhammedanischen Studien, die ich mit dem allergrössten und lebhaftesten Interesse gelesen, habe ich mich ganz ungemein gefreut. Mit Ihrer Auffassung des Namens und Begriffes Ǧāhilīya bin ich allerdings nicht einverstanden. Den Gegensatz von ǧhl bildet meines Erachtens nicht حلم sondern علم, d. i. das Wissen von Gott, dem einen Gott. Der Name جاهلية ist doch erst muslimisch (was selbst Sujūṭī im Muzhir anspielt) und der Muslim stellt d. ʿilm über dem ḥilm. Ich hatte eigentlich vor, darüber in den Berichten unseres K. Gesellschaft d. Wissenschaften zu schreiben. Vielleicht führe ich es noch aus.“

 Zumindest kurzzeitig stand Goldziher auch mit dem ägyptischen Bildungsminister Ali Pascha Mubarak in Kontakt, dessen Geschichte der Städte Ägyptens Al-Khitat at-taufiqiya er 1891 in der Wiener Zeitschrift für die Kunde des Morgenlandes positiv rezensierte und zudem für seine Muhammedanischen Studien verwendete. Mubarak sendete ihm zum Dank ein signiertes Exemplar seines Romans Almaddin zu, das bis heute in seiner Privatbibliothek überdauert hat. Goldziher erkannte in dem ägyptischen Politiker und Gelehrten sein Idealbild des muslimischen Reformers, der es verstand, modernes europäisches Wissen mit traditioneller islamischer Gelehrsamkeit zu verbinden.

## Die Tagebücher
Goldziher hat zwei autobiografische Aufzeichnungen als historisch wertvolle Dokumente hinterlassen: das sog. Orientalische Tagebuch mit dem ungarischen Titel: Keleti naplóm (Mein orientalisches Tagebuch) aus den Jahren 1873 und 1874 und das Tagebuch (Napló), das er an seinem vierzigsten Geburtstag zu schreiben begann. Beide Bücher zeichnen sich durch lose und nicht täglich eingetragene Aufzeichnungen aus. Gleich zu Beginn des Tagebuches erwähnt Goldziher bestimmte „ältere Aufzeichnungen“, die ihm als Quelle dienen und im Orientalischen Tagebuch verweist er auf ein „Arabisches Notizbuch“, das offenbar verloren gegangen ist. Denn darin sind genaue Angaben zum Beispiel über seine Zulassung zum Studium am al-Azhar erhalten, die im Orientalischen Tagebuch an der entsprechenden Stelle fehlen. Der Wortlaut des Zulassungsschreibens vom Januar 1874 – als Zitat – ist im erst später entstandenen Tagebuch dokumentiert. Weitere Einzelheiten, die Goldziher später an anderen Stellen verarbeitete, dürften ebenfalls auf dieses Notizbuch zurückzuführen sein.

### Das orientalische Tagebuch
In seinen jungen Jahren, vom 15. September 1873 bis zum 14. April 1874, fand Goldzihers Orientreise nach Istanbul, Beirut, Damaskus, Jerusalem und Kairo statt, worüber er ein Tagebuch anlegte, das nach dem Tod seines Sohnes Károly (1955) – wie auch das im Jahre 1890 begonnene Tagebuch (siehe unten) – in den Besitz des ungarischen Rabbiners und jüdischen Gelehrten Sándor Scheiber (1913–1985) überging. Scheiber übergab das in deutscher Sprache abgefasste Tagebuch seinem Freund, dem Anthropologen und Orientalisten Raphael (Ervin György) Patai (1910–1996), der es unter dem Titel Oriental Diary im Jahre 1987 in englischer Übersetzung publizierte. Das Original, das Goldziher „Keleti Naplóm“ (‚Mein orientalisches Tagebuch‘) nannte, befindet sich heute im Jewish Theological Seminary in New York City. Die Eintragungen enden mit dem 14. Januar 1874, obwohl Goldziher bis Mitte April desselben Jahres in Kairo geblieben ist. Die Aufzeichnungen über die letzten drei Monate sind offenbar in den Kriegswirren des Jahres 1944 in Budapest verloren gegangen, denn über diese Zeit berichtet Goldziher in der Zusammenfassung seiner frühen Jahre in seinem Tagebuch 1873/4:

„Es ist mein orientalisches, mein muhammedanisches Jahr. Es aus meiner Erinnerung aus meinem Sinne zu reissen ist weder der Schlechtigkeit jener, die über meine Zukunft zu verfügen hatten, gelungen, noch haben es die Pester Juden zustande gebracht, mich auf jene Stufe des geistigen Elends herabzudrücken, dass ich dieses Jahr voll Ehre, voll Glanz, voll Licht vergessen könnte. Details habe ich in meinem Special-tagebuche niedergelegt, das zur Ergänzung dieser Skizze dienen kann.“

Erst nach über zwanzig Jahren hatte Goldziher noch einmal die Gelegenheit, Kairo zu besuchen; er hielt sich dort im Februar 1896 als Leiter und Dolmetscher einer Delegation von Gymnasiallehrern auf. Seinen Besuch am al-Azhar schildert er mit folgenden Worten:

„Als jüngerer Mensch war ich subjectiv mit betheiligt an allen wissenschaftlichen Wesen, das im Azhar vorging. Aber unendlich wohlthun wird es mir für den ganzen Rest meines Lebens, dass ich wieder dasass in den weihevollen Räumen und einen schönen Theil meines Jugendlebens in meiner Seele reproduciren durfte.“

Während dieses Aufenthaltes sammelte er Materialien für einen Artikel über den Islam in Ägypten, der in einem Sammelband, mit den Beiträgen anderer Delegationsmitglieder, auf Ungarisch erschienen ist: „Az egyiptomi iszlám“ (‚Der ägyptische Islam‘).
Das seit 1987 vorliegende orientalische Tagebuch umfasst in der englischen Übersetzung nur siebzig Seiten (S. 83–153). Den ersten Teil nennt R. Patai: Introduction. „The Great Goldziher“, A Psychological Portrait. (S. 13–79). Diese Einleitung stieß in der Fachwelt nicht nur auf Kritik, sondern auch auf scharfe Ablehnung. Das psychologische Portrait und „viele seiner Anmerkungen sind mit äußerster Vorsicht zu betrachten.“ Raphael Patai ist wohl der einzige, der „im Chor der Bewunderer von Goldziher in seinem psychologischen Portrait wenig schmeichelhafte Dinge zu sagen hat …“ Sowohl die Übersetzung des Originaltextes als auch die Anmerkungen in dieser bis heute einzigen Ausgabe „verschleiern den Sinn und die Bedeutung der dargestellten Ereignisse und Themen“; der Vergleich des von R. Patai vorgelegten Oriental Diary mit dem Original hat an insgesamt zweiundfünfzig Stellen gravierende Mängel, Fehlinterpretationen und falsches Verständnis der von Goldziher oft in arabischer Sprache und Schrift geschilderten Sachverhalte ergeben.
Der Orientalist Hamid Dabashi (Columbia University) unterzog die Einleitung Patais, die er als einen „beispiellosen Akt der systematischen Diffamierung eines berühmten Gelehrten, dessen politische Einstellung (Patai) offenkundig und rigoros ablehnt“, betrachtet und als die „skrupellose Verfälschung seines (Goldzihers) Charakters und seiner Würde“ verurteilt, einer scharfen Kritik. Zugleich bedauert Dabashi, dass das Tagebuch, das die Grundlage für Patais Ausführungen „geradezu verleumderischer Natur“ über Goldzihers Leben und Charakter bildet, in englischer Übersetzung nicht zugänglich ist. Es ist ferner „eine ziemlich zweifelhafte Gelehrtenpraxis“, das Original des Orientalischen Tagebuches zurückzuhalten und nur eine englische Übersetzung davon vorzulegen.
Bereits auf der Überfahrt von Warna nach Istanbul machte Goldziher die Bekanntschaft mit türkischen Muslimen aus Rumelien, mit denen er lebhafte Gespräche über den Islam führte, wobei er neben Anerkennung auch die Ablehnung eines der „selbsternannten Gelehrten“ erfahren musste: „ich werde mit dir niemals reden, denn die Unterhaltung mit dem Ungläubigen über religiöse Belange unzulässig und die Unterhaltung mit ihm über nicht-religiöse Dinge nutzlos ist.“ Das Gegenteil dieser Haltung erfuhr dann Goldziher in Damaskus, das er nach einem kurzen und enttäuschenden Aufenthalt in Beirut am 14. Oktober 1873 erreichte, wo er bald den schon damals prominenten Vertreter der Nahda-Bewegung, den gleichaltrigen Tāhir al-Dschazā'irī (1851–1920) kennenlernen durfte. Bereits auf der Überfahrt auf der Juno nach Beirut machte Goldziher die Bekanntschaft mit Muṣṭafā Sibāʿī, dem wohlhabenden und bibliophilen Kaufmann von Damaskus, dessen Büchersammlung er, neben seinen regelmäßigen Besuchen in der Madrasa aẓ-Ẓāhirīya, an deren Gründung als öffentliche Bibliothek al-Ǧazāʾirī damals mitwirkte, benutzen konnte.

„Meine Ausgänge begann ich zeitlich morgens mit dem Besuch eines gelehrten Freigeistes, Mustapha Beg Sbāʿī, der ein sehr einflussreicher Mensch in Syrien war … Seine reichhaltige Bibliothek, Bücher und Manuscripte standen mir zur freien Verfügung und in einigen Publikationen konnte ich mich auf Exemplare beziehen, die ich seiner Bibliothek verdanke.“

Die Kontakte zu Damaskus blieben bis in das 20. Jahrhundert bestehen: denn der bekannte Gelehrte Muhammad Kurd Ali (1876–1953), Herausgeber der Zeitschrift al-Muqtabas in Damaskus, vermittelte in seinen Briefen, neben Erinnerungsschreiben, ausstehende Abonnements zu bezahlen, stets die besten Grüße von Ṭāhir al-Ǧazāʾirī an Goldziher. Seine positiven und gefühlsbetonten Erinnerungen an Goldziher fasste Kurd ʿAlī in seiner Gelehrtenbiografie „Al-Muʿāṣirūn“ (Die Zeitgenossen) zusammen.
In der Privatbibliothek von as-Sibāʿī hatte Goldziher Zugang zu arabischen Handschriften, die vor ihm kein Europäer gesehen hatte; die Ergebnisse dieser Handschriftenstudien verarbeitete er kurz nach seiner Rückkehr nach Budapest in seiner Abhandlung Beiträge zu Literaturgeschichte der Šīʿa und der sunnitischen Polemik. Seinem Lehrer, Professor Fleischer in Leipzig, berichtete er in einem Schreiben aus Damaskus vom 18. November 1873 ausführlich über seine neuen Funde in der genannten Privatbibliothek mit genauen Zitaten aus den Originalhandschriften.
Am 24. November 1873 verließ Goldziher Damaskus, um dann über Beirut und Jaffa reisend einige Tage in Jerusalem, in der „Stadt von Schwindel und Täuschung der Menschen …“ und dessen Umgebung zu verbringen. Seinen Besuch in der Grabeskirche beschreibt er in einem kleinen Abschnitt seines orientalischen Tagebuches vom 1. Dezember in arabischer Sprache:

„O Church of the Resurrection, what is it that has rendered you so remote from being a place frequented by the adherents of monotheism, and brought you so close to being a place frequented by the worshipers of idols? Your people kiss stones and prostrate themselves before them and before the places which they allege mark where human feet passed. May you be kept from them and from their actions, for God has nothing to do with what they, in their ignorance, do.“

Am 10. Dezember traf Goldziher – über Jaffa, Port Said und Ismailia – in der ägyptischen Hauptstadt ein. Noch im Rückblick, in der Zusammenfassung dieser Monate in seinem Tagebuch, schreibt der damals 23-jährige junge Forscher begeistert über sein unmittelbares Erlebnis des Islam:

„Meine Denkungsart war durch und durch dem Islam zugewendet; seine Sympathie zog mich auch subjectiv dahin. Meinen Monotheismus nannte ich Islam, und ich log nicht, wenn ich sagte, dass ich an die Prophetien Mohammeds glaubte. Mein Koranexemplar kann Zeugnis dafür ablegen, wie ich innerlich dem Islam zugewendet war. Meine Lehrer harrten ernstlich des Augenblickes meiner offenen Erklärung.“

In seiner Umgebung hat man ihm allerdings geraten, nach seinem gelungenen „Wagestück“, wie er seine Teilnahme am Gebet und der Predigt am Aschura-Tag nennt, von weiteren Moscheebesuchen abzusehen. „Die Nöthigung, die Moschee zu meiden, raubte allen Reiz des Aufenthaltes. Ich hatte ja nichts anderes zu suchen, als mohammedanische Wissenschaft.“
Seine Ansichten über den Islam fasst Goldziher, in der Retrospektive seiner Orientreise zu Beginn seines Tagebuches, wie folgt zusammen:

„Ich lebte mich denn auch während dieser Wochen so sehr in den mohammedanischen Geist ein, dass ich zuletzt innerlich überzeugt wurde, ich sei selbst Mohammedaner und klug herausfand, dass dies die einzige Religion sei, welche selbst in ihrer doktrinär-offiziellen Gestaltung und Formulirung philosophische Köpfe befriedigen könne. Mein Ideal war es, das Judenthum zu ähnlicher rationeller Stufe zu erheben. Der Islam, so lehrte mich meine Erfahrung, sei die einzige Religion, in welcher Aberglaube und heidnische Rudimente nicht durch den Rationalismus, sondern durch die orthodoxe Lehre verpönt werden.“

 In einem Kommentar zu dieser Passage schreibt Sander Gilman: Der Islam, den er entdeckte, wird zum Modell für einen neuen Geist des Judentums am Ende des 19. Jahrhunderts.
Entgegen Patais umstrittenem Psychological Portrait stand Goldziher dem Islam und den religiösen Bräuchen des islamischen Alltags, in dem er während seiner Orientreise lebte, kritisch gegenüber. In Damaskus beschreibt er die Tarāwīh-Gebete im Fastenmonat Ramadan als „Schwindelei“. In seinem Zorn kritisiert er Muslime als „Pöbel“, „widerlich“ und ähnlichem. Auch der Islam wird Ägyptens Wiederbelebung, so sein Fazit, nicht bewirken können.
Mit einem Empfehlungsschreiben des ägyptischen Kultusministers Riyāḍ Pāschā, den er am 4. Januar 1874 treffen durfte, an Muḥammad al-ʿAbbāsī (1827–1897), den Rektor von al-Azhar, war Goldzihers Zugang zum Unterricht islamischer Wissenschaftsdisziplinen an der Universität gesichert. Seine Eintragungen in das orientalische Tagebuch werden in den letzten Monaten seines Aufenthaltes in Kairo seltener; die letzte Notiz ist auf den 14. Januar 1874 datiert, obwohl er erst rund drei Monate später die Rückreise nach Budapest antrat. Seinen Bericht über die Bücher, die er im Auftrag für die Akademie in Kairo gekauft hatte, ferner über die Verlagsverhältnisse im Orient las er auf der Sitzung der Akademie am 20. April 1874 vor.
Über seine Studien in Kairo berichtet er in einem Privatschreiben am 7. Februar 1874 an die Redaktion vom Berliner’s Magazin für jüdische Geschichte und Literatur; daraus sind im ersten Band (1874) Auszüge veröffentlicht worden:

„---Hier bin ich wieder Student geworden, nur sitze ich jetzt nicht zu Füßen irgend eines europäischen Professors, sondern zu denen der Scheiche der Azhar-Moschee, dieser allerberühmtesten Akademie des Islams. Ich hatte die Erlaubnis dazu (eine so weitgehende ist noch selten einem Europäer geworden) durch Riaz Basche, von dem großen Scheich ul Islam und Obermufti Ägypten’s erhalten, dessen Salon ich häufig frequentierte … Sonst arbeite ich noch in der viceköniglichen Bibliothek, die reich an werthvollen Handschriften und fülle den Rest des Tages mit der gründlichen Erfassung des ägyptischen Dialektes des Arabischen aus …“

### Das Tagebuch
An seinem vierzigsten Geburtstag, am 22. Juni 1890, begann Goldziher sein Tagebuch zu schreiben; die Eintragungen sind hauptsächlich auf Deutsch, zum Teil auch auf Hebräisch, Arabisch oder Ungarisch abgefasst. Seine auf lose Blätter geschriebenen Aufzeichnungen blieben bis zum Tod seines Sohnes Károly (November 1955) im Familienbesitz. Letzterer vermachte das Tagebuch testamentarisch dem bekannten Budapester Rabbiner und Direktor des Budapester Rabbinerseminars Sándor Scheiber, der dessen Publizierung in Zusammenarbeit mit dem Verlag Brill, Leiden, 1978 besorgte.
Der Herausgeber der Tagebücher Sándor Scheiber hebt in seinem Vorwort auch die Bedeutung der Aufzeichnungen Goldzihers hervor: „Goldzihers Biographie ist noch nicht geschrieben. Die wichtigste Quelle dazu ist das Tagebuch.“ Auch die Korrespondenz Goldzihers mit zeitgenössischen Wissenschaftlern ist eine weitere, bis heute allerdings nur zum Teil ausgewertete Quelle für die Darstellung des Gelehrtenlebens.
Das Tagebuch war ursprünglich nur für seine Frau, Kinder und für „die allernächsten Glieder meines engern Freundeskreises bestimmt. Allen anderen, muss diese Skizze, solange ich lebe, unzugänglich bleiben.“ Es enthält kaum wissenschaftliche Bemerkungen, sondern stellt Goldzihers wissenschaftlichen Werdegang als Orientalist, ferner seine persönlichen Erfahrungen mit der israelitischen Gemeinde von Pest dar. Seine Enttäuschungen und Benachteiligungen sind in seinem Tagebuch dokumentiert. Es enthält auch zahlreiche Hinweise auf seine umfangreiche Korrespondenz mit Fachkollegen und Freunden. Der britische Orientalist William Montgomery Watt bezeichnet es in seiner Rezension im Times Literary Supplement (1978) als ein bedeutendes historisches Dokument.
Goldzihers Haltung zum Zionismus in Ungarn war im Zeichen des ideologischen Konflikts zwischen jüdischem und ungarischem Nationalismus stets gespannt. In der zionistischen Zeitschrift A Múlt és Jövő (Die Vergangenheit und Zukunft), gegründet von József Patai (1882–1953), publizierte er einen Artikel Tradició és dogma (Tradition und Dogma), obwohl er die Publikation als „illustriertes und konfessionelles Journal“ schmähte. Seine Abgrenzung gegenüber wissenschaftlichen Größen der Judaistik seiner Zeit wie zum Beispiel Wilhelm Bacher, Immanuel Löw und David Kaufmann geht aus mehreren Eintragungen im Tagebuch hervor.
Weshalb Goldziher darauf verzichtete, Budapest zu verlassen und Islamwissenschaften, mit denen er sich engstens verbunden fühlte, in der Fremde zu lehren, begründet er in seinem Tagebuch:
„Ich musste hier an dieser scheusslichen Stelle bleiben, um die Kinder meiner verstorbenen Geschwister, diese armen Waisenkinder zu beschützen und meine Pflicht an ihnen zu erfüllen. Wie unglücklich, tausendfach unglücklicher, als ich ohnehin bin, wäre ich gewesen, wenn ich in fernen Landen auf hochberühmten Kathedern mit dem quälenden Bewusstsein gesessen wäre, dass ich die armen verlassenen Waisen schutzlos rauhen Händen überantwortet habe? Und welche Entschuldigung hätte ich hierfür vor Gott und den Seelen meiner abgeschiedenen Eltern vorzubringen vermocht? Die Befriedigung eitlen Ehrgeizes, die Erlangung der Möglichkeit, mich der Wissenschaft ungehindert zu widmen? Blinde gewissenlose Wissenschaft, der man sich nur widmen kann, wenn man die heiligsten Pflichten an Lebenden und Todten verletzt und von sich stösst!“
„Ich danke Dir, erhabener, unbegreiflicher Gott! dass du mein Leben so geführt, wie allein es geführt werden sollte. Niemals werde ich mich gegen deinen Ratsschluss auflehnen. Dein Richterspruch ist weise, gnädig und gerecht. (22. März 1892).“
Einen Tag später, am 23. März 1892, steht als Fortsetzung folgende Eintragung:
„Wo sind die Juden, von welchen ihre Lobreden meinen, dass sie Barmherzige Kinder von Barmherzigen seien? Ich habe sie erlitten die Grausamen, Entmenschten. Die Gelehrten mit ihrer bodenlosen Eitelkeit, die Reichen mit ihrer verbrecherischen Herzlosigkeit, die Armen mit ihrer frechen Unbescheidenheit, allesamt wie Priester so das Volk. Und ich schaudere vor dem Gedanken, vielleicht zu sein, wie eines ihresgleichen.“
Eine Auswahl des Tagebuchs hat Sándor Scheiber 1984 in ungarischer Übersetzung (übersetzt von Lívia Bernáth, seiner Frau) herausgegeben, in der Goldzihers äußerst scharfe Kritik am ungarischen Judentum seiner Zeit allerdings unerwähnt geblieben ist.
Eintragung am 14. Dezember 1891:
„Es wundert sich Niemand, wenn Menschen, denen nichts ferner steht, als Aufgeblasenheit und Verfolgungswahn durch die Umstände zuweilen zur Unbescheidenheit und innerlicher Auflehnung gegen ihre Verhältnisse getrieben werden. Heute Mittag besuchte mich Haman mein Amt. Ich hatte ihm Protokolle vorzulegen, die ich selbst concipierte und niedergeschrieben hatte. Die niederträchtigsten Grimassen und die unverschämtesten Zurechtweisungen über meine schlechte Schrift und darüber, dass das zu verwendende Papier ein Quart-Format hatte. „Wir wollen jetzt ein Amt haben, nicht solche alte Nachlässigkeit“. Wehe dem, der in die Hände jüdischer Geldprotzen geräth! Ich warne Euch, meine Kinder, vor solchen Leuten. Sie sind das Unglück nicht nur ihrer Glaubensgenossen, sondern überhaupt das Unglück der Menschheit, die Bacillen der Gesellschaft. Vergoldete Wanzen, Mistkäfer. Euren Vater haben diese Leute gefoltert, mehr als getödtet.“
Über die Zuhörer seines Vortrages schreibt er (Eintragung am 10. März 1892):
„Die Jüdinnen besuchen den Vortrag des Juden nicht; sie könnten ja in den Ruf des Judseins kommen. Nur das Taufwasser könnte sie dahin bringen, die jüdische Abstammung des Vortragenden zu verzeihen. Dafür erlaube ich mir aber mein Pfui! zu rufen über diese erhabenen reichen Zionstöchter und über ihre Herren Gatten, Auswürfen der menschlichen Gesellschaft und Schandflecke des erhabenen Glaubens, dessen Benennung sie zu ihrem Verdrusse führen.“
Anlässlich seiner Ernennung zum ordentlichen Mitglied der Ungarischen Akademie der Wissenschaften schreibt er (Eintragung am 7. Mai 1892):
„Die Christen verzeihen mir, dass ich Jude bin, die Juden verzeihen mir nicht, dass ich … ein anständiger Mensch bin. – Dies können sie mir nicht verzeihen und darum bedrücken sie mich und demüthigen mich nun schon 17 Jahre. Aber der Gott meiner Väter ist mein Gehilfe, darum werde ich nicht zu Schanden. Und je mehr sie mich bedrücken, desto mehr scheine ich innerlich zu gedeihen. Die Anerkennung bleibt nicht aus. Ich bin dessen sicher, sie wird mir auch noch ganz und voll werden und gegen meine Bedrücker wird Gott mein Haupt mit Öl tränken und meinen Becher mit Sättigung. Und ich werde weilen im Hause Jahwes die Länge der Tage.“
Wie Goldziher sich selbst sah und sich in der Öffentlichkeit zeigen wollte, geht aus einer Episode hervor, die er am 28. Mai 1918 ins Tagebuch eintrug:
„Am 30. d. M. sollte ich in Galakleidung den ‚Frohnleichnamszug‘ begleiten. Daran wäre ich sicherlich gestorben. An der Feier des menschgewordenen Gottes teilnehmen als monotheistischer Purist, als überzeugter, ernster Jude? Dieses Unglück habe ich von mir abgewendet. Mein Prodekan wird meine Stelle in dieser Funktion vertreten: er ist überzeugter Katholik und darf mit gutem Gewissen den ‚Leichnam‘ seines Gottmensch-‚Frohns‘ in grossem ungarischem Galakostüm demuthsvoll umgeben.“
Der plötzliche Tod seiner Schwiegertochter Maria Freudenberg (1890–1918), einer studierten Ägyptologin, traf Goldziher zutiefst. Nach der ungarisch geschriebenen Klage über ihren frühen Tod am 4. Dezember 1918 an der Spanischen Grippe folgen nur noch wenige Einträge im Jahre 1919. Das Manuskript seines Werkes Die Richtungen der islamischen Koranauslegung ist, gemäß Eintragung am 1. September 1919, im April 1919 bei Brill in Leiden eingetroffen; die Korrekturen lasen die Orientalisten Christiaan Snouck Hurgronje und Arent Jan Wensinck. Goldziher widmete das Buch seiner verstorbenen Schwiegertochter: „Dem teuern Andenken meiner ihren Lieben früh entrissenen Schwiegertochter Marie Goldziher geb. Freudenberg (st. 4. Dezember 1918) wehmutvoll geweiht.“

## Veröffentlichungen

### Deutschsprachige Veröffentlichungen (Auswahl)
- Sichat-Jiczchak (שיחת יצחק). Abhandlung über Ursprung, Eintheilung und Zeit der Gebete. Von Ignaz Goldziher, Gymnasialschüler in Stuhlweißenburg. Pest, Johann Herz 1862.
- Beiträge zur Geschichte der Sprachgelehrsamkeit bei den Arabern. Sitzungsberichte der phil.hist. Classe der kais. Akademie der Wissenschaften. Band LXVII. S. 207–251; Band LXXII. S. 587–631; Band LXXIII. S. 511–552, Wien 1871–1873.
- Zur Charakteristik Gelāl Ud-Dīn Us-Sujūtī’s und seiner literarischen Tätigkeit. Sitzungsberichte der phil.hist. Classe der kais. Akademie der Wissenschaften. Band LXIX, S. 7–28. Wien 1871; Band LXXII. S. 587–631. Wien 1872. III. Band LXXIII. S. 511–552, Wien 1873.
- Beiträge zur Literaturgeschichte der Shi’a und der sunnitischen Polemik. Sitzungsberichte der phil.hist. Classe der kais. Akademie der Wissenschaften. Band LXXVIII. S. 439–524. Wien 1874.
- Der Mythos bei den Hebräern und seine geschichtliche Entwickelung. Untersuchungen zur Mythologie und Religionswissenschaft. Brockhaus, Leipzig 1876.
- Ueber muhammedanische Polemik gegen Ahl al-kitāb. In: Zeitschrift der Deutschen Morgenländischen Gesellschaft (ZDMG) 32 (1878), S. 341ff.
- Jugend- und Strassenpoesie in Kairo. In: Zeitschrift der Deutschen Morgenländischen Gesellschaft (ZDMG), 33 (1879), S. 608ff. Digitalisat
- Le culte des saints chez les Musulmans. In: Revue de l’Histoire des Religions (RHR), Band II (1880), S. 257–351.
- Über jüdische Sitten und Gebräuche aus muhammedanischen Schriften. In: Monatsschrift für Geschichte und Wissenschaft des Judentums (M. G. W. J.) 29 (1880), S. 302–315; 335–365.
- Le culte des ancêtres et le culte des morts chez les Arabes. In: Revue de l’Histoire des Religions (RHR), 10 (1884), S. 332–359 (= Gesammelte Schriften, Bd 6, S. 62–184; die ursprünglich auf Deutsch verfasste Studie ist von der Redaktion der Zeitschrift übersetzt und vom Verfasser genehmigt worden).
- Die Ẓâhiriten. Ihr Lehrsystem und ihre Geschichte – Ein Beitrag zur Geschichte der muhammedanischen Theologie. Leipzig 1884; Reprografischer Nachdruck, mit einem Vorwort von Joseph Desomogyi: Hildesheim, Georg Olms 1967. The Ẓāhiris. Their Doctrine and their History. A Contribution to the History of Islamic Theology. Translated and edited by Wolfgang Behn. With an Introduction by Camilla Adang. Brill, Leiden 2008, ISBN 978-90-04-16241-9.
- Materialien zur Kenntniss der Almohadenbewegung in Nordafrika. In: Zeitschrift der Deutschen Morgenländischen Gesellschaft (ZDMG) 41 (1887), S. 30–140. Digitalisat
- Arabische Beiträge zur Volksetymologie. In: Zeitschrift für Völkerpsychologie und Sprachwissenschaft 18, 1888, S. 69–82.
- Muhammedanische Studien. Band I. Halle, 1889; Band II. Halle 1890. Muslim Studies. Edited by Samuel Miklos Stern. Translated by C. R. Barber and S. M. Stern. With a major new introduction by Hamid Dabashi. Transaction Publishers. New Brunswick. New Jersey. 2. Auflage 2008, ISBN 978-0-202-30778-7.
- Der Diwān des Ǧarwal b. Aus al-Ḥuṭejʿa. In: Zeitschrift der Deutschen Morgenländischen Gesellschaft (ZDMG), Bd. 46 (1892), S. 1–53; 173–225; 471–527; und Bd. 47 (1893), S. 43–85; 163–201; Leipzig 1893; Siehe auch: Gesammelte Schriften. Band 3, S. 50–294. Digitalisat
- Hyperbolische Typen im Arabischen. In: Zeitschrift der Deutschen Morgenländischen Gesellschaft (ZDMG), 7 (1892), S. 288–304 und (Fortsetzung), 17 (1903), S. 53–59 Digitalisat
- Über eine rituelle Formel der Muhammedaner. In: Zeitschrift der Deutschen Morgenländischen Gesellschaft (ZDMG), 48 (1894), S. 95–100
- Die literarische Thätigkeit des Ṭabarī nach Ibn ʿAsākir. In: Wiener Zeitschrift für die Kunde des Morgenlandes (WZKM), 9 (1895), 359–371
- Gesetzliche Bestimmungen über Kunja-Namen im Islam. In: Zeitschrift der Deutschen Morgenländischen Gesellschaft (ZDMG), 51 (1897), S. 256ff Digitalisat
- Abhandlungen zur arabischen Philologie. Band I. Leiden 1896. Band II. Leiden 1899. Nachdruck Georg Olms Verlag, Hildesheim/New York 1982, ISBN 3-487-07218-1.
- Neue Materialien zur Literatur des Überlieferungswesens bei den Mohammedanern. In: Zeitschrift der Deutschen Morgenländischen Gesellschaft (ZDMG) 50 (1896), S. 465–506
- Mélanges judéo-arabes. In: Revue des Études Juives (R. E. J.), Band XLIII. (1901), S. 1–14; Band XLV (1902), S. 1–12; Band XLVII (1903), S. 179–186; Band XLIX (1904), S. 219–230; Band L (1905), S. 182–190; Band LII (1906), S. 187–192; Band LV (1908), S. 54–59; Band LX (1910), S. 32–38
- Die Šuʿūbijja unter den Muhammedanern in Spanien. In: Zeitschrift der Deutschen Morgenländischen Gesellschaft (ZDMG), 53 (1899), S. 601–620 Digitalisat
- Zauberelemente im islamischen Gebet. In: Orientalische Studien Theodor Nöldeke zum siebzigsten Geburtstag (2. März 1906) gewidmet … Giessen 1906. Bd. 1, S. 303–329
- Kämpfe um die Stellung des Ḥadīṯ im Islam. In: Zeitschrift der Deutschen Morgenländischen Gesellschaft (ZDMG), 61 (1907), S. 860ff.
- Buch vom Wesen der Seele. Von einem Ungenannten. Abhandlungen der Königlichen Gesellschaft der Wissenschaften zu Göttingen. Philologisch-Historische Klasse. Neue Folge. Band IX, Nro. 1. Berlin 1907 Digitalisat
- Zur Geschichte der ḥanbalitischen Bewegungen. In: Zeitschrift der Deutschen Morgenländischen Gesellschaft (ZDMG), Bd. 62 (1908), S. 1–28
- Neuplatonische und gnostische Elemente im Hadit. In: Zeitschrift für Assyriologie 22 (1908), S. 317–344 Digitalisat
- Vorlesungen über den Islam, 1910 (Religionswissenschaftliche Bibliothek 1); 2., umgearbeitete Auflage von Franz Babinger, 1925 (auch ungarisch, französisch, englisch und hebräisch)
- Tod und Andenken des Chalifen Jezīd I. In: Zeitschrift der Deutschen Morgenländischen Gesellschaft (ZDMG), 66 (1912), S. 139ff.
- Die islamische und die jüdische Philosophie des Mittelalters. Leipzig und Berlin 1909, zweite vermehrte und verbesserte Auflage 1913
- Das muslimische Recht und seine Stellung in der Gegenwart. Budapest 1916
- Aus der Theologie des Fachr ad-Dīn al-Rāzī. In: Der Islam 3 (1912), S. 213–247
- Tradition und Dogma: Vortrag, gehalten in der Synagoge zu Stockholm am zweiten Neujahrstage, 3. Oktober 1913. Berlin 1914
- Streitschrift des Ġazzālī gegen die Bāṭinijja-Sekte. Brill, Leiden 1916.
- Die Gottesliebe in der islamischen Theologie, in: Der Islam 9 (1919), S. 144–158 siehe auch Die Gottesliebe in der islamischen Theologie: Dokument 1.pdf (761 kB) (Memento vom 6. Januar 2013 im Webarchiv archive.today)
- Zum islamische Bilderverbot. In: Zeitschrift der Deutschen Morgenländischen Gesellschaft (ZDMG), 74 (1920), S. 288ff.
- Die Richtungen der islamischen Koranauslegung. An der Universität Uppsala gehaltene Olaus-Petri-Vorlesungen. Brill, Leiden 1920.
- Zwischen den Augen. In: Der Islam 11 (1921), S. 175–180
- Joseph Desomogyi (Hrsg.): Gesammelte Schriften. 6 Bände, Olms, Hildesheim 1967–1973 (ohne die auf Ungarisch publizierten Studien)
- Tagebuch, Hrsg. von Alexander Scheiber. Leiden: E. J. Brill 1978; ISBN 90-04-05449-9 (eingeschränkte Vorschau in der Google-Buchsuche).

### Ungarische Veröffentlichungen (Auswahl)
- A nemzetiségi kérdés az araboknál. (Die Nationalitätsfrage bei den Arabern). Budapest 1873. The Question of Nationality among the Arabs. Hungarian Academy of Sciences. Papers in Linguistics and Moral Sciences. Vol. III. No. 8. Siehe István Ormos (1995). Bd. I. S. 1–64
- A spanyolországi arabok helye az iszlám fejlődése történetében összehasonlítva a keleti arabokéval (Die Stellung der spanischen Araber in der Entwicklung der islamischen Geschichte im Vergleich mit den östlichen Arabern). Vorgetragen am 13. November 1876 an der Ungarischen Akademie der Wissenschaften. Sitzungsberichte, Bd. 6, Nr. 4. S. 3–80. Joseph DeSomogyi (Übers.): The Spanish Arabs and Islam. In: The Muslim Word 53 (1963), 54 (1964). Auch in: Gesammelte Schriften. Band 1, S. 370–423 (Hildesheim 1967)
- A nyelvtudomány történetéről az araboknál. In: Nyelvtudományi Közlemények. 14 (1878), S. 309–375.On the history of grammar among the Arabs: an essay in literary history. Translated and edited by Kinga Dévényi and Tamás Iványi. Amsterdam studies in the theory and history of linguistic science. Series III, Studies in the history of the language sciences. Vol. 73. Amsterdam 1994
- Az iszlám. Tanulmányok a muhammedán vallás története köréből. Budapest 1881 (Studien aus dem Bereich der muhammedanischen Religion)
- A zsidóság lényege és fejlődése. (Wesen und Entwicklung des Judentums). In: Magyar-Zsidó Szemle 5 (1888), S. 1–14; 65–80; 138–155, 261–279; 389–406. Auch in: Népszerü Zsidó Könyvtár. Budapest. Band 1 (1923). Band 2 (1924). Hrsg. József Bánóczi und Ignác Gábor. Neuauflage: Hrsg. Kőbányai János / Zsengellér József. Múlt és Jövő Kiadó. Budapest 2000, ISBN 963-9171-50-6. (Aufsatzsammlung)
- A pogány arabok költészetének hagyománya. (Die Tradition der Poesie der heidnischen Araber). – Antrittsvorlesung. Sitzungsberichte der Ungarischen Akademie der Wissenschaften. Budapest 1892. Bd. 16, Nr. 2. S. 3–69. Siehe István Ormos (1995), Bd. 2. S. 529–598. (Übersetzung des ersten Teiles aus dem 8. Kapitel ins Deutsche unter dem Titel: Zur Darstellung des Götzenkultes in der vorislamischen Poesie bei Ignaz Goldziher.) In: Jerusalem Studies in Arabic and Islam. Band 50 (2021). (Studies in honour of Ella Landau-Tasseron), S. 433–448.
- A történetirás az arab irodalomban (Die Geschichtsschreibung im arabischen Schrifttum), Budapest 1895. Siehe István Ormos (1995), Bd. 2. S. 635–681
- A buddhismus hatása az iszlámra. Budapest 1902 (The Influence of Buddhism upon Islam. In: Journal of the Royal Asiatic Society 1904). Siehe: István Ormos (1995), Bd. 2. S. 861–904
- Az arab irodalom rövid története. A Short History of Classical Arabic Literature. Translated, revised, and enlarged by Joseph Desomogyi. Georg Olms. Hildesheim 1966.

## Ehrungen
Akademie-Mitgliedschaften
In seinem Tagebuch schreibt Ignaz Goldziher am 15. September 1916: „Ich habe jetzt die Mitgliedschaft von acht Akademien und die Ehren- respektive Auslandsmitgliedschaft von neun angesehenen wissenschaftlichen Gesellschaften, dazu zwei Ehrendoktorate: Also neunzehn Ehrendiplome“.
- 1876 Einfaches Mitglied der Ungarische Akademie der Wissenschaften zu Budapest
- 1882 Ausländisches Mitglied der Koniglijk Instituut voor Taal-land on Volkenkunde zu Batavia
- 1890 Ehrenmitglied der Philologischen Gesellschaft zu Budapest
- 1890 Ehrenmitglied der Deutschen Morgenländischen Gesellschaft zu Leipzig
- 1892 Ordentliches Mitglied der Ungarischen Akademie der Wissenschaften zu Budapest
- 1893 Ehrenmitglied der Royal Asiatic Society Great Britain and Ireland zu London
- 1898 Auswärtiges Mitglied der Kaiserlichen Akademie der Wissenschaften zu St. Petersburg
- 1904 Auswärtiges Mitglied der British Academy zu London
- 1904 Ehrendoktor für Literatur an der Universität zu Cambridge
- 1904 Ehrenmitglied der Asiatic Society of Bengal zu Calcutta
- 1905 Ehrenmitglied des L'Institut d'Égypte in Kairo
- 1905 Ausländisches Mitglied der Jewish Historical Society of England zu London
- 1905 Ausländisches Mitglied der Societé asiatique zu Paris
- 1906 Ehrendoktor für Recht an der Universität Aberdeen
- 1909 Ehrenmitglied der Finno-ugrischen Gesellschaft zu Helsinki
- 1909 Ordentliches Mitglied der Königlichen Akademie der Wissenschaften zu Amsterdam
- 1909 Ehrenmitglied der American Oriental Society zu New Haven
- 1909 Ehrenmitglied der Gesellschaft für Religionsgeschichte zu Stockholm
- 1910 Korrespondierendes Mitglied der Königlich-Preußischen Akademie der Wissenschaft zu Berlin
- 1910 Mitglied der Königlichen Gesellschaft der Wissenschaften zu Göttingen
- 1911 Korrespondierendes Mitglied der Königlich-Dänischen Akademie der Wissenschaften zu Kopenhagen
- 1916 Auswärtiges Mitglied der Real Academia de la Historia zu Madrid
- 1916 Ordentliches Mitglied der Königlichen Akademie zu München
- 1921 Ehrenmitglied der Académie arabe zu Damaskus (posthum)

Simon Dubnow-Institut
Das Leibniz-Institut für jüdische Geschichte und Kultur – Simon Dubnow hat ein von der Hans-Böckler-Stiftung finanziertes Programm für Wissenschaftler aus islamisch geprägten Kontexten, die Fragen der jüdischen Geschichte, von Reform und Konfessionalisierung sowie der gemeinsamen Existenzerfahrungen von Juden und Muslimen ins Zentrum ihrer Forschungen stellen, nach Iganz Goldziher benannt.

### Bibliografien
- Bernard Heller: Bibliographie des œuvres de Ignace Goldziher; avec une introduction biographique de M. Louis Massignon. (Publications de l’École Nationale des Langues Orientales Vivantes). Impr. nationale (Paris) 1927. online
- Ergänzungen von Alexander Scheiber in: Ignace Goldziher Memorial Volume. I. S. 419–429. Budapest 1948. Band II. S. 209–214. Jerusalem 1958; Tagebuch, S. 331–334: Ergänzungen zur Bibliographie I. Goldzihers; Goldziher Ignác: Az iszlám kultúrája. Band 2, S. 1083–1095. Budapest 1981.
- J. D. Pearson und Julia F. Ashton: Index Islamicus 1906–1955. Cambridge 1958, S. 850 (Index of authors).
- István Ormos (Hrsg.): Az arabok és az iszlám. Válogatott tanulmányok. The Arabs and Islam. Selected Studies. Budapest Oriental Reprints. Series A 7. Magyar Tudományos Akadémia Könyvtára, Bde. I–II, Budapest 1995, ISBN 963-7302-92-1. – Dazu siehe die Rezension in: Zeitschrift der Deutschen Morgenländischen Gesellschaft (ZDMG), Band 146 (1996), S. 533–535.
- Biographie Ignaz Goldzihers (1850–1921). In: J. DeSomogyi (Hrsg.): Gesammelte Schriften. Hildesheim 1967. Band 1, S. XI–XXXI.
- Michael Fisch: Bibliographie zu Leben und Werk von Ignaz Goldziher. Ein kommentiertes Verzeichnis. Berlin: Weidler 2023. (Beiträge zur transkulturellen Wissenschaft. Band 23.) ISBN 978-3-89693-792-6

### Sekundärliteratur
- Lawrence I. Conrad: The Pilgrim from Pest. Goldziher’s Study Trip to the Near East (1873–74). In: Richard Netton (Hrsg.): Golden Roads. Migration, Pilgrimage and Travel in the Mediaeval and Modern Islam. Richmond 1993, ISBN 0-7007-0242-3, S. 110–159.
- Lawrence I. Conrad: The Near East Study Tour Diary of Ignaz Goldziher. In: Journal of the Royal Asiatic Society (JRAS). New Series. 1 (1990), S. 105–126.
- Lawrence I. Conrad: Review Article zu: Peter Haber: Zwischen jüdischer Tradition und Wissenschaft. Der ungarische Orientalist Ignác Goldziher (1850–1921): Böhlau Verlag, Köln 2006. In: Journal of the Royal Asiatic Society (JRAS). Bd. 17 (2007), S. 325–328.
- Lawrence I. Conrad: Goldziher on archaeology and exploration in nineteenth-century Palestine. In: Jerusalem Studies in Arabic and Islam (JSAI). Bd. 33 (2007), S. 309–342.
- Johann Fück: Die arabischen Studien in Europa bis in den Anfang des 20. Jahrhunderts. Leipzig 1955. S. 226–231.
- J. H. Gottheil: Ignaz Goldziher. In: Journal of the American Oriental Society (JAOS). Bd. 42 (1922), S. 189–193; ders. in: Muslim World (MW) 13 (1923), S. 176–180
- Dabashi, Hamid: Post-Orientalism. Knowledge and Power in Time of Terror. Transaction Publishers. New Brunswick. New Jersey 2009, ISBN 978-1-4128-0872-9, S. 17–122 (Kapitel 2: Ignaz Goldziher and the Question Concerning Orientalism). Siehe auch: Introduction to the AldineTransaction Edition: Muslim Studies. Edited by Samuel Miklos Stern. Translated by C. R. Barber and S. M. Stern. With a major new introduction by Hamid Dabashi. Transaction Publishers. New Brunswick. New Jersey. 2. Auflage 2008. S. IX–XCII
- Peter Haber: Der ungarische Orientalist. In: kafka. Zeitschrift für Mitteleuropa. 2002, 5, S. 70–74 (PDF; 288 kB).
- Peter Haber: Vernetzt und doch allein. Der ungarische Orientalist Ignác Goldziher (1850–1921). In: Helga Mitterbauer (Hrsg.): Vernetzungen. Innsbruck u. a. 2006 (= Moderne. Kulturwissenschaftliches Jahrbuch; 1), ISBN 3-7065-4061-4, S. 71–80.
- Peter Haber: Zwischen jüdischer Tradition und Wissenschaft. Der ungarische Orientalist Ignác Goldziher (1850–1921). Böhlau Verlag, Köln 2006, ISBN 3-412-32505-8.
- Ludmila Hanisch (Hrsg.): „Machen Sie doch unseren Islam nicht gar zu schlecht“ – Der Briefwechsel der Islamwissenschaftler Ignaz Goldziher und Martin Hartmann 1894–1914. Verlag Harrassowitz, Wiesbaden 2000; ISBN 3-447-04289-3 (mit biographischen Angaben und Literaturhinweisen zu Goldziher).
- Richard Hartmann: Ignaz Goldziher. Nachruf. In: Zeitschrift der Deutschen Morgenländischen Gesellschaft (ZDMG). Bd. 76 (1922), S. 285–290.
- Peter Heine: Wiederentdeckte Gemeinsamkeiten. In: Orientalistische Literaturzeitung. Bd. 95 (2000), Heft 4–5, S. 367–376 (Rezension des von Martin Kramers herausgegebenen Bandes „The Jewish Discovery of Islam“).
- Bernard Heller: Bibliographie des oeuvres de Ignace Goldziher, Geuthner, Paris 1927.
- P. Sj. Koningsveld (Hrsg.): Scholarship and Friendship in Early Islamwissenschaft. The Letters of C. Snouck Hurgronje to I. Goldziher. From the Oriental Collection of the Library of the Hungarian Academy od Sciences, Budapest. Leiden 1985.
- Wolfgang Günter Lerch: Der Islam in der Moderne: Aspekte einer Weltreligion. Allitera-Verlag, München 2004, ISBN 3-86520-056-7, S. 116–125.
- Bernard Lewis: Introduction zu: Ignaz Goldziher: Introduction to Islamic Theology and Law. Princeton University Press 1981. S. VII–XIII.
- Manuela Marín: Dos calas en la visión sobre al-Ándalus del orientalismo europeo. A propósito de I. Goldziher y A. R. Nykl. In: Manuela Marín (Hrsg.): Al-Andalus/España; Historiografías en contraste siglos XVII–XXI. Madrid 2009. S. 193–203.
- Louis Massignon: Ignace Goldziher. In: Revue de l’Histoire des Religions. Bd. 86 (1922), S. 61–74.
- Adam Mestyan: Ignác Goldziher’s Report on the Books Brought from the Orient for the Hungarian Academy of Scienses. In: Journal of Semitic Studies. Bd. 60 (2015), Heft 2, Autumn 2015. S. 443–480.
- Németh, Julius: Goldzihers Jugend. In: Acta Orientalia. Bd. 1 (1950–1951), S. 7–25.
- Friedrich Niewöhner: Der Gefangene von Budapest: Ignaz Goldziher (1850–1921) zwischen Tora und Koran. In: Dirk Hartwig, Walter Homolka, Michael J. Marx, Angelika Neuwirth (Hrsg.): „Im vollen Licht der Geschichte“. Die Wissenschaft des Judentums und die Anfänge der Koranforschung. ERGON Verlag, 2008, ISBN 978-3-89913-478-0, S. 131–146; auch in: Archiwum Historii Filozofii i Myśli Społecznej. Bd. 47 (2002), 117–131 (Digitalisat).
- Raphael Patai: Ignaz Goldziher and His Oriental Diary. A Translation and Psychological Portrait. Detroit 1987.
- Holger Preißler: Ignaz Goldziher in Leipzig – Ein ungarischer Jude studiert Orientalistik. In: Leipziger Beiträge zur jüdischen Geschichte und Kultur. Bd. 3 (2005), S. 293–315.
- Sándor Scheiber (Hrsg.): Goldziher, Ignác: Napló. (Tagebuch). (Auswahl). Magvető Könyvkiadó. Budapest 1984.
- Sándor Scheiber (Hrsg.): Max Nordau’s Letters to Ignace Goldziher. In: Jewish Social Studies. Bd. 18 (1956), S. 199–207.
- Sándor Scheiber (Hrsg.): Letters of Solomon Schechter to William Bacher and Ignace Goldziher. In: Hebrew Union College Annual. Bd. 33 (1962), S. 255–275.
- Róbert Simon (Hrsg.): Ignác Goldziher: His life and scholarship as reflected in his works and correspondence. Brill, Budapest 1986. (Darüber siehe: Ewald Wagner in: Zeitschrift der Deutschen Morgenländischen Gesellschaft (ZDMG) 138 (1988), S. 188–189).
- Walid Abdelgawad: Vom Nahen Osten nach Europa und zurück. Ignaz Goldziher im Austausch mit Ali Mubarak, in: Mimeo 13. November 2021.

- Tamas Turan: Ignaz Goldziher as a Jewish Orientalist: Traditional Learning, Critical Scholarship, and Personal Piety. De Gruyter, Berlin 2023, ISBN 978-3-11-074010-3.